# Биджапурский султанат
Биджапур — один из султанатов, образовавшихся при распаде государства Бахманидов в 1490 году. Один из Деканских султанатов. Занимал обширную территорию на севере Карнатика и юге Махараштры. Правила им династия Адил-шахов. Столица — город Биджапур.

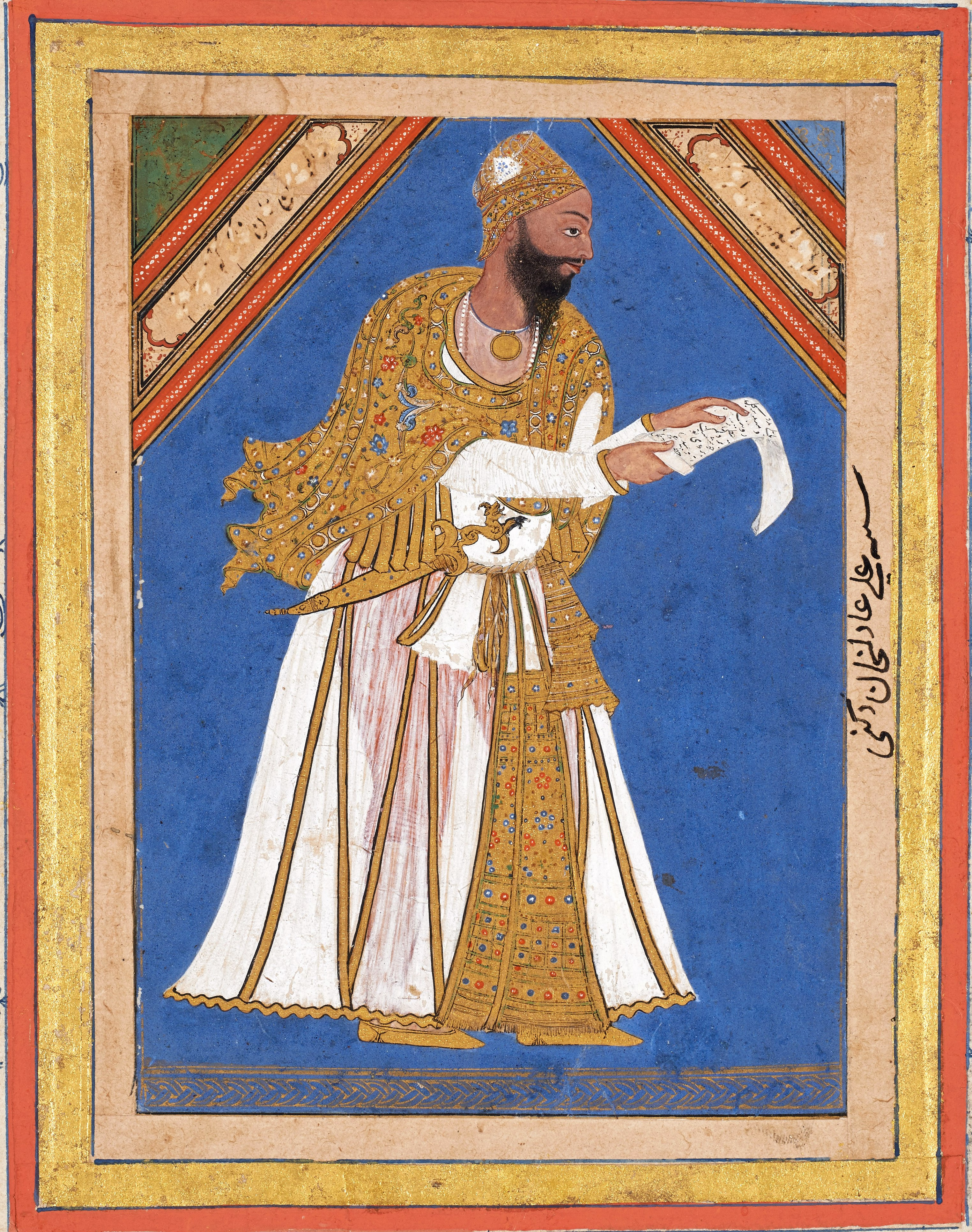
Али Адил-шах I, миниатюра, Биджапур, ок. 1570-80г. Коллекция Давида, Копенгаген

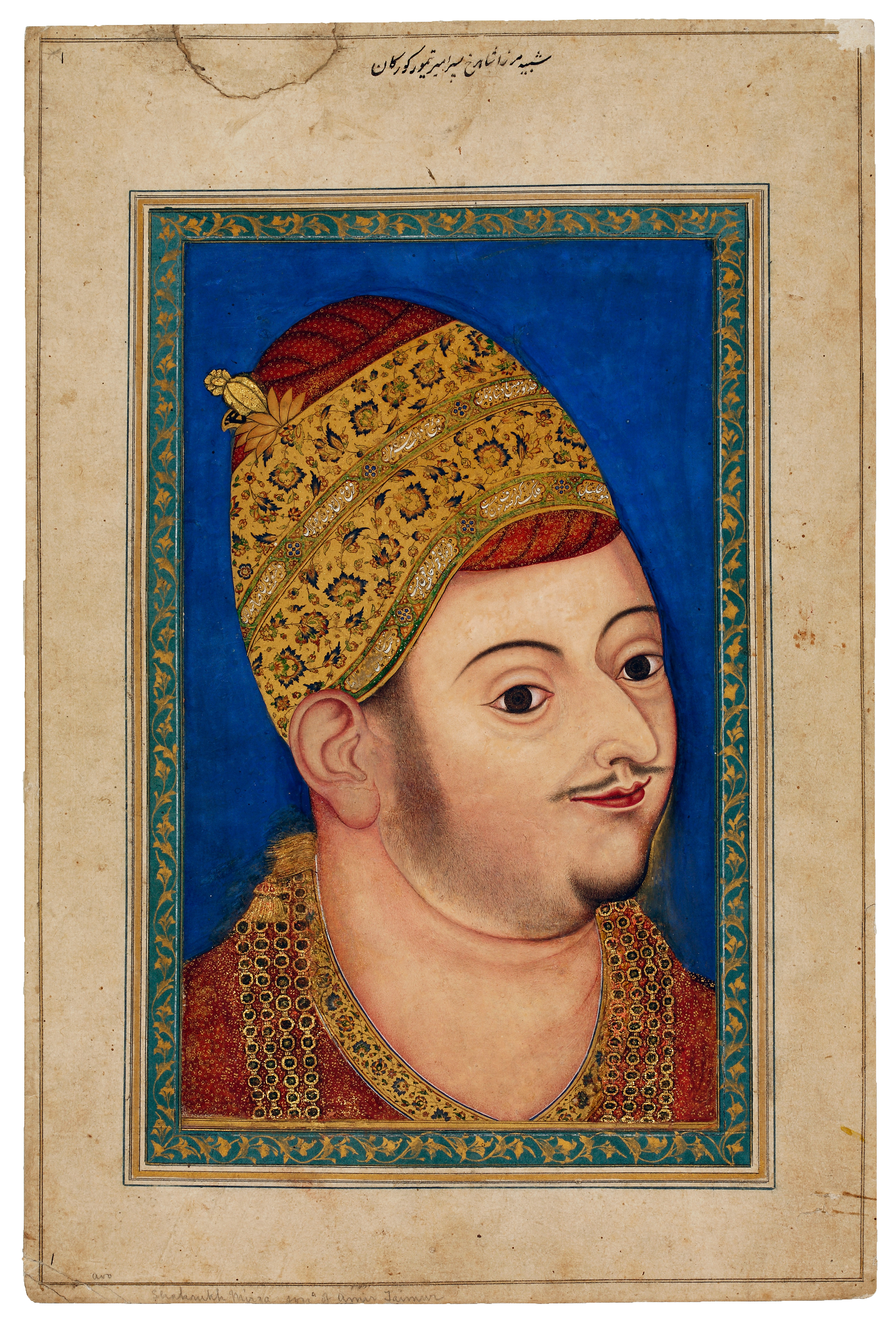
Султан Ибрагим Адил-шах II, миниатюра, Биджапур, ок. 1590 г., Коллекция Давида, Копенгаген

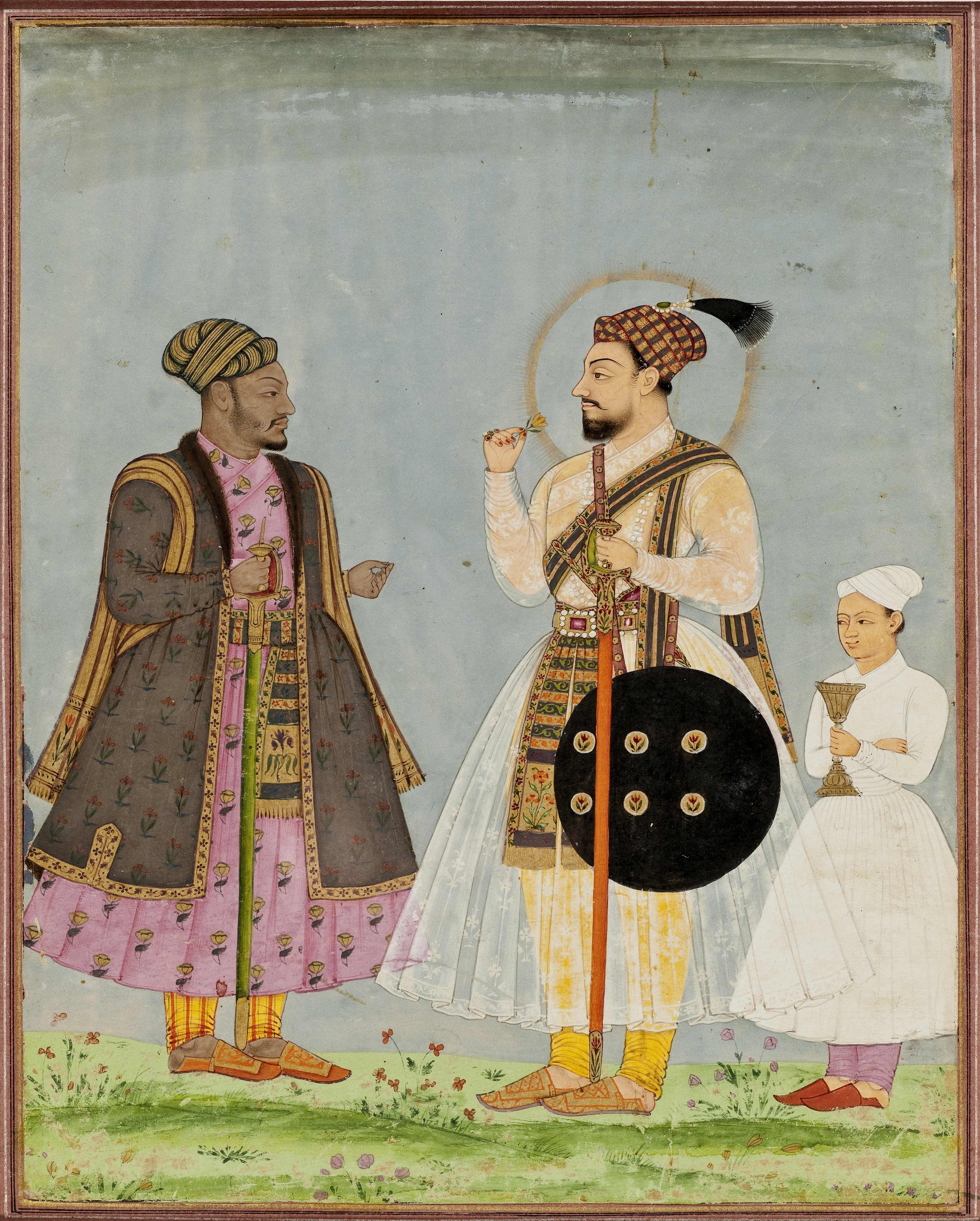
Мухаммед Адил-шах и его визирь Ихлас Хан. Миниатюра, Биджапур, ок. 1650, Лос Анджелес, Музей округа

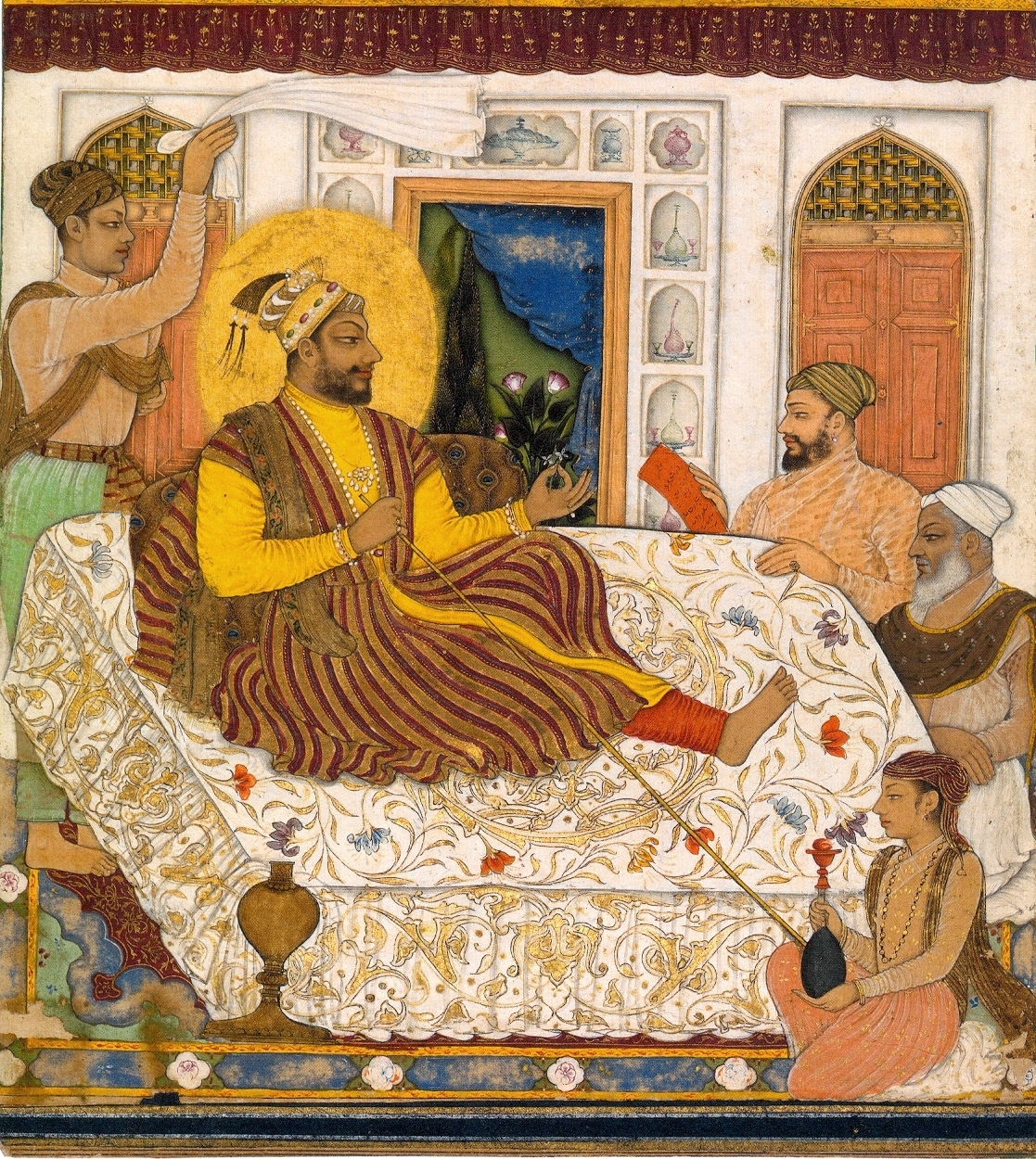
Дарбар Али Адил-шаха II. Миниатюра, Биджапур, ок. 1660г, Частная коллекция. Держащий петицию придворный, вероятно, Шиваджи.

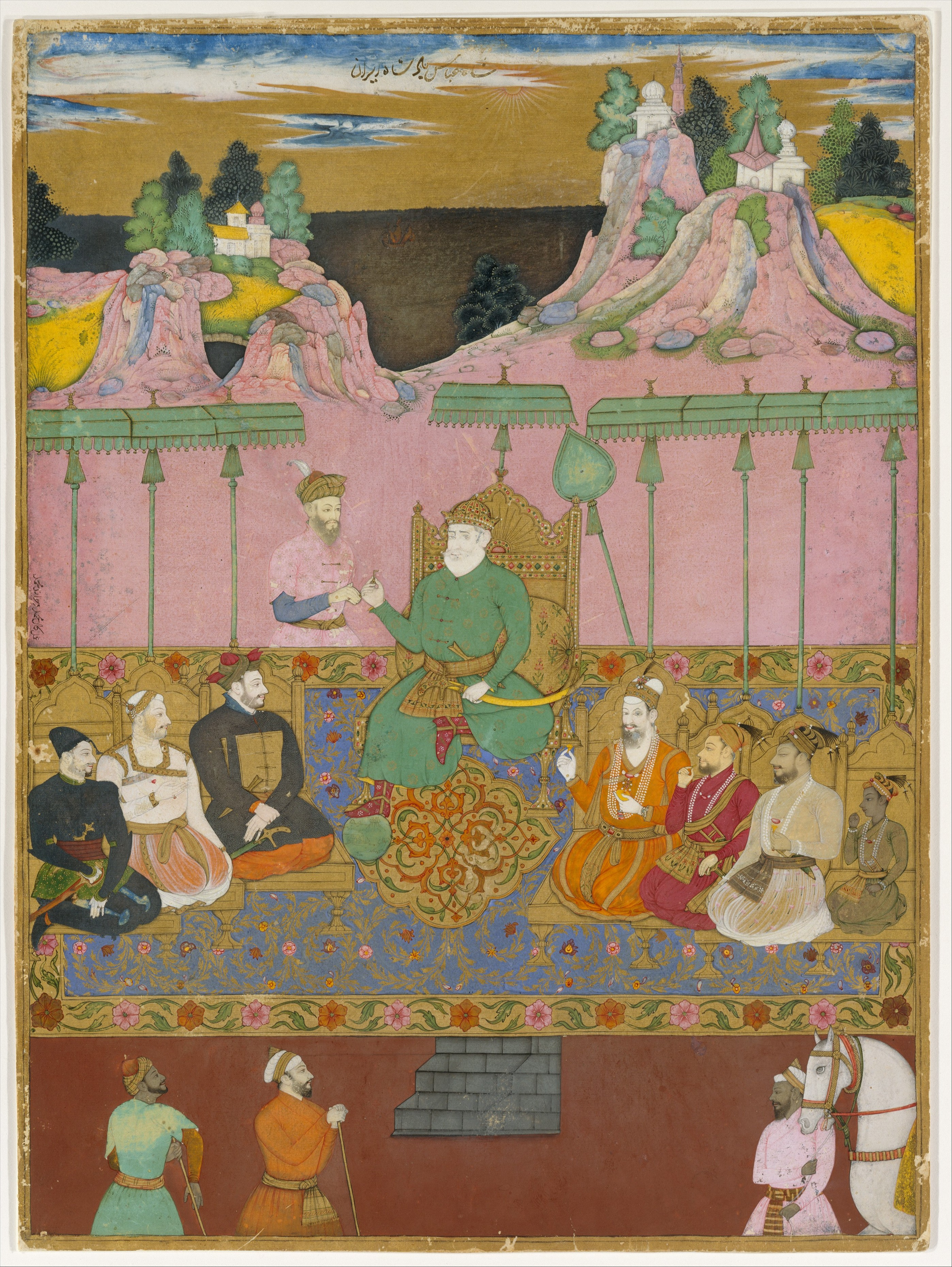
Художники Камал Мухаммад и Чанд Мухаммад. Дом Адил-шахов. Биджапур, ок.1680 г., Музей Метрополитен, НЙ. На миниатюре персидский шах Исмаил передаёт Юсуфу Адил-шаху символический ключ правления. Вокруг Юсуфа все представители династии: справа — Ибрагим II, Мухаммед, Али II и малолетний Сикандар, слева — Исмаил, Ибрагим I и Али I

## Политическая история
К концу XV века центральная власть в султанате Бахманидов ослабла до такой степени, что у губернаторов провинций возник естественный соблазн замкнуть власть на себе. Первым «раскольником» был Ахмад Низам аль-Мульк губернатор провинции Ахмаднагар, который объявил себя независимым правителем в 1490 году. Чуть позже его примеру последовал Юсуф Адил-хан, губернатор Биджапура, объявивший себя независимым султаном, и прибравший к рукам эту бывшую провинцию Бахманидского государства, несмотря на противодействие губернатора соседнего Бидара — Касима Барида. Прежде всего, Юсуф озаботился укреплением безопасности цитадели Биджапура, и оборудовал город сложной системой водоснабжения.
Практически все 20 лет независимого правления султан Юсуф провёл в войнах с соседями — Ахмаднагаром, Бидаром, Голкондой и южной империей Виджаянагар. Ко времени его смерти в 1510 году территории Адил-шахов простирались от Бхимы на севере до реки Тунгабхадра на юге. Будучи вдохновленным персидским шахом Исмаилом, который в 1502 году провозгласил у себя шиизм государственной религией, Юсуф в 1503 году сделал то же самое в Биджапуре, введя в мечетях султаната службу по шиитскому образцу. Юсуф не был исламским ортодоксом, он благосклонно относился к индусам, позволяя им занимать высокие посты, и женился на маратхской женщине.
Угрозой для него стали португальцы, которые вскоре после этих событий прибыли в Гоа. Юсуф вступил в союз с египетским и гуджаратским флотами и попытался изгнать европейцев, напав на Гоа, но потерпел неудачу. В итоге порт был безвозвратно потерян для Адил-шахов, и с 1510 года португальцы окончательно обосновались на побережье Аравийского моря. Вскоре после этого, во время войны с Кришнадеварайей, императором Виджаянагара, Юсуф скончался.
Сын Юсуфа — Исмаил Хан (1510—1534), взошёл на трон в 14-летнем возрасте. Правивший от его имени регент Камал Хан был вынужден заключить мир с португальцами. Затем он занялся внутренними делами государства: отменил шиитские порядки, восстановив в правах суннизм и суннитские обряды поклонения в мечетях, и подавил фронду «афаки», доминировавших при дворе Адил-шахов.
Ещё во времена бахманидов элита султаната разделилось на две фракции: старая аристократия, участвовавшая в основании государства, называлась «дахни» (то есть, деканцы, местные), но вскоре в Бахманидский султанат хлынули арабы, тюрки и, особенно, персы, которые, добившись финансовых и служебных успехов, составили новую фракцию «афаки» (или «гарбиан» — западники). Культурное различие и соперничество между ними усиливалось религиозным фактором, поскольку первые были по преимуществу сунниты, а вторые в основном шииты. Свары, между двумя этими аристократическими группами, сыграли не последнюю роль в падении Бахманидского султаната. Борьба между ними велась и на протяжении всей истории Биджапурского государства, чему способствовал тот факт, что султаны, наследовавшие трон, были совсем юными, или даже малолетними, и не могли своим авторитетом и властью прекратить интриги двух этих кланов.
Амбиции регента Камал Хана и настойчивое стремление к власти вскоре обернулись против него: в 1512 году он был зарезан. В последовавших затем гражданских беспорядках «афаки» вернули себе власть. Беспорядки в Биджапуре послужили предлогом для Амира I (1504—1543) из династии Баридов (Бидар), вторгнуться в некоторые районы Адил-шахов. Его поддержал Кришнадеварайя, новый и могущественный император династии Тулува, правившей в Виджаянагаре: в итоге Виджаянагарская империя вернула себе часть земель, потерянных ещё во времена бахманидов. Прибытие армии Гуджарата положило конец этим притязаниям, с её помощью Биджапур смог вернуть большую часть своих владений.
В отличие от своего регента Камал Хана, Исмаил сделал все возможное для укрепления связей с Ираном. В 1519 году он был вознаграждён: персидский шах Исмаил I отправил к нему посольство, которое обращалось к султану «Шах». После этого правители Биджапура стали считать себя выше других султанов Декана. Исмаил был настолько пленен персидской культурой и манерами, что заставил своих офицеров носить шиитский головной убор, и включил имя сефевидского правителя в пятничные молитвы, произносимые в мечетях султаната. Эти новые правила составляли только часть политики, направленной против фракции «дахни». Султан пошёл дальше, и распорядился допускать в свою армию и к придворной службе только офицеров-«афаки».
После смерти Исмаила Адил-шаха на недолгое время трон был занят его сыном Маллу (1534—1535), который, вследствие возникшей смуты и дворцовой распри, был свергнут с помощью генерала Асад Хана в пользу его брата-подростка Ибрагима (1535—1558 гг.). Асад Хан был назначен при юном правителе премьер министром. По всей вероятности он принадлежал к суннитам, поскольку сразу отменил всю прошиитскую политику Исмаила, и «дахни» снова были одобрены для занятия военных и придворных должностей. Под умелым командованием Асад Хана армия Биджапура успешно действовала против Виджаянагара и Ахмаднагара, а в 1543 году противостояла военным амбициям правителя Голконды султана Джамшидa. Но вскоре на западных границах произошло нападение португальцев, и это заставило Ибрагима I запросить мира.
Когда на трон взошёл Али Адил-шах I (1558—1580), положение Биджапура нельзя было назвать блестящим. Новый султан вернулся к шиизму, вновь отдав предпочтение фракции «афаки». Али стремился заключить соглашение с Рамарайей, императором Виджаянагара, с которым он вёл совместную военную кампанию против Ахмаднагара в 1559—1561 годах. Однако позже отказался от этого союза ради коалиции с Бидаром, Ахмаднагаром и Голкондой, направленной уже против Виджаянагара. После битвы при Таликоте (1565), в которой эта коалиция одержала верх над индуистской империей Виджаянагар, Биджапур выиграл больше всех: он получил значительную добычу и захватил земли за пределами Тунгабхадры.
Али, как все биджапурские султаны, не страдал религиозным фанатизмом, скорее он был «вольнодумцем». В свои военные походы он брал целую телегу книг, и даже приглашал португальских священников в Биджапур для бесед о христианстве. Его успешное правление способствовало значительному расширению и укреплению государства. В 1580 году Али I был убит одним из двух евнухов, которых он вывез из Бидара.
Поскольку у Али не было детей, придворная клика провозгласила наследником его племянника — 9-летнего Ибрагима (Ибрагим Адил-шах II, 1580—1627 гг.), долгое правление которого часто называют золотым веком в истории Биджапура. Царствование малолетнего султана начиналось под покровительством регента Камал Хана и правительственной администрации во главе с офицером-хабши Ихлас Ханом, которые более поощряли его увлечения искусством и музыкой, нежели государственными делами, дабы он не мешал им вершить свои дела. Но ему покровительствовала Чанд Биби, вдова Али I, имевшая, в силу заслуг перед государством, большой вес при дворе. Царствование Ибрагима было отмечено войной с Ахмаднагаром и рядом трудностей, вызванных непослушанием начальников.
В 1591 году могольский император Акбар направил дипломатическую миссию в Биджапур, чтобы выяснить, примут ли Адил-шахи сюзеренитет моголов. Ибрагим отказался, но чтобы «подсластить пилюлю» отдал в жёны Акбару свою сестру (правда, без особой охоты). Тем не менее, моголов не покидала мысль подчинить себе султанат.
Малик Амбар, эфиопского происхождения полководец, возглавивший султанат Ахмаднагар, попытался вторгнуться в Бидар. Воспользовавшись ситуацией, Ибрагим в 1619 году сумел захватить Бидар и аннексировать владения правившей там династии Баридов. Это вызвало гнев Малика Амбара, который беспрепятственно вторгся в Биджапур, и штурмовал новый недостроенный город Ибрагима — Наураспур. Другим незначительным инцидентом царствования Ибрагима была потеря островной крепости Джанджира его морскими генералами-хабши в 1618 году.
Ибрагим был суннитом, но поощрял религиозную терпимость в отношении своих подданных-индусов, за что получил от них почётное имя «Джагат Гуру» (Духовный лидер мира), которым очень гордился. В исторической литературе Ибрагим II имеет репутацию величайшего мецената своей эпохи. Современные ему писатели восхваляли султана как искусного поэта, который предпочел персидскому языку дахни-урду, а также как музыканта, каллиграфа и ценителя живописи. Ибрагим был не менее значительным и как строитель. Мавзолей и сопровождающий его молитвенный зал, который он построил незадолго до своей смерти на окраинах столицы, известный как Ибрагим Рауза — непревзойденный своими великолепными куполами и виртуозной резьбой по камню.
После смерти Ибрагима II придворные-«дахни» сумели посадить на трон его второго сына, 15-летнего Мухаммеда (1627—1656 гг.). Правление Мухаммеда началось под руководством регента Хавас Хана, который попытался заключить союз с Ахмаднагаром, чтобы сдержать наступление моголов. Это, однако, не помешало могольскому императору Шах Джахану по предложению своего тестя Асаф Хана направить в 1631 году в Биджапур войска. Несмотря на то, что эта экспедиция была отбита, она проложила путь к более организованной могольской военной кампании, состоявшейся пять лет спустя, которая вынудила Мухаммеда подписать акт подчинения. Таким образом, Биджапурский султанат потерял свой суверенитет и выплатил могольскому императору дань в 2 миллиона рупий.
С одной стороны, это было для Мухаммеда большим унижением, с другой стороны, он смог на время освободиться от угрозы Моголов и сосредоточиться на расширении границ своего султаната, чему способствовал его успешный премьер-министр Ихлас Хан. В итоге государство Адил-шахов достигло своего территориального предела, и этому не смогли уже помешать его вечные деканские соперники: ни Ахмаднагар, который к тому времени был поделён с моголами, ни Голконда. Это было время самых амбициозных архитектурных достижений Биджапура, примером чему может служить собственный мавзолей Мухаммеда, Гол-Гумбаз — самая технически совершенная купольная конструкция, возведённая в Декане (по общему мнению, это самый большой купол в мире после собора Святого Петра в Риме).
Военные действия под руководством Мухаммеда, в основном, были направлены на южные границы. Под умелым руководством Рaндаула Хана и прибывшего из Ахмаднагара маратхского феодала-военачальника Шахджи, войска Биджапура двинулись на тамильские земли, где они заняли крепости в Веллоре и Гингее, преодолев сопротивление царей династии Наяков из Танджавура. Кроме того, Мухаммед попытался объединиться с голландскими торговцами, чтобы сдержать португальцев, которые к тому времени установили своё господство в Аравийском море. Биджапур при этом султане достиг своего зенита, но в 1646 году Мухаммед так серьёзно заболел, что оказался малоспособным управлять государством. Последние 10 лет жизни делами заправляла его старшая жена бегум Бари Сахиба. Именно в эти 10 лет произошли события, которые в итоге привели к падению султаната.
Сын военачальника Шахджи — Шиваджи, которому было поручено правление провинцией Пуна, бывшей в то время частью владений Биджапура, восстал против султана. Воспользовавшись тем, что Мухаммед воевал на юге, Шиваджи в 1646 году занял цитадель Торна. В ответ Мухаммед арестовал его отца Шахджи, и освободил только после того, как Шиваджи капитулировал. Однако вскоре после этого Шиваджи вновь активизировался и в 1650 году занял форты на холмах Пурандхара и Раири, которым суждено было стать его столицей — Райгадом. В последующие годы Шиваджи захватил ряд горных твердынь на хребтах Сахьядри на северо-западной окраине территорий Адил-шахов. Хотя его влияние распространялось и на Конкан, Шиваджи не смог захватить островную цитадель Джанджиру. К 1655 году в его подчинении было небольшое княжество, которое стало ядром будущего маратхского государства внутри территории Биджапурского султаната.
После кончины Мухаммеда ему наследовал Али II (1656—1672), которому к тому моменту было, то ли 15, то ли 18 лет. При нём началась война с моголами. Принц Аурангзеб, формально не признавший права юного султана на трон, возглавил армию моголов, которая прибыла в Аурангабад в 1657 году и оттуда направилась на юг. После захвата Бидара и форта Калянадид Аурангзеб направил войска на Биджапур. Однако, в последний момент был отозван в Дели своим отцом Шах Джаханом, и поэтому был вынужден заключить с Али II поспешный мир.
И Адил-шахи, и моголы были обеспокоены набегами, которые с большой дерзостью совершали отряды маратхов во главе с Шиваджи. В 1665 году эти мятежники были на некоторое время подавлены моголами, в результате Шиваджи был вынужден подписать с ними договор, по которому он соглашался помочь моголам в войне с Адил-шахами. Тем не менее, это не помешало Шиваджи настойчиво укреплять своё влияние в западном Декане. В 1674 году он короновался как традиционный индуистский монарх, приняв титул «чхатрапати» — «царя-обладателя (царского) зонтика».
Обоюдное давление маратхов и моголов привело Али Адил-шаха II к депрессии и ощущению, что дальнейшее сопротивление будет бесполезным. Он забросил все дела, удалился в гарем, предавшись наслаждениям и пьянству, от которых и скончался в 1672 году.
Его сын Сикандар (1672—1686 гг) был посажен на престол в младенческом возрасте, когда ему было всего 4 года. В этих условиях регент Хавас-Хан, не утративший позиций при дворе, принял на себя руководство султанатом, но был свергнут царедворцем-соперником Бхалол-ханом. Из-за возникшей смуты столица оказалась открыта для атаки со стороны сил Шиваджи, который затем продвинулся на юг до Танджавура, поглотив все предыдущие завоевания Адил-шахов в тамильских землях. В 1679 году Шиваджи вновь присоединился к армии Моголов, пытаясь осадить столицу Адил-шахов. Кампания оказалась неудачной, была свёрнута, и вскоре после этого Шиваджи в апреле 1680 года скончался.
Освободившись от своего самого искусного противника, могольский император Аурангзеб смог сосредоточиться на войне против двух оставшихся султанатов — Биджапура и Голконды. Однако только в 1685 году армия Моголов достигла внешних стен Биджапура. Потребовалось около 18 месяцев осады, чтобы заставить султана Сикандара сдаться. В сентябре 1686 года юный султан вручил Аурангзебу ключи от цитадели и был отправлен в заточение в Даулатабад, где и провел остаток своих дней. Цветущая столица султаната, город Биджапур, была разрушена и разграблена могольскими войсками, а территория государства стала провинцией обширной империи Моголов.

## Административное устройство
В основание государственной структуры Биджапура были положены небольшие административные единицы — парганы, которые объединяли от 50 до 200 деревень. Парганы возглавляли вожди ведущей местной касты — кунби или маратха. Должность главы парганы называлась «дешмукхи», и она, как правило, была наследственной. Писари парган, ведущие всю документацию, были из касты брахманов, и их должность также была наследственной.
В центре общины обычно стояла небольшая крепость, возле которой располагался базар. Весь персонал, обслуживающий эти учреждения — управляющий рынком, писарь рынка, их помощники, стражники крепости — все занимали свои должности согласно распоряжению окружного вождя — «дешмукхи». Ему же подчинялись старосты и писари каждой входящей в паргану деревни. Все штатные сотрудники парганы вознаграждались выделением земельных наделов и отчислениями, от собранных на управляемых ими территориях, налогов.
Существовало три разных способа государственного контроля над парганами. Одна часть парган находилась под непосредственным управлением государственных чиновников — «хавалдаров», которым выплачивалось жалование из казны, а также начислялись проценты от собранных налогов. Окружные вожди — дешмукхи были обязаны выполнять все их распоряжения. Такая форма управления особенно актуальна была в пограничных районах, где существовала угроза нападений.
Другая часть парган передавалась военачальникам для содержания армейских частей (такая форма администрирования называлась «джагира»). Местные окружные вожди-дешмукхи находились в подчинении у «джагирдара» — главы этой «джагиры».
Однако существовала и значительная часть территорий, где над дешмукхами не было никаких начальников. Чиновники с инспекцией приезжали туда лишь время от времени.
Такая структура административного устройства придавала государству сбалансированность и устойчивость, способствовавшие экономическому процветанию.

## Торговля

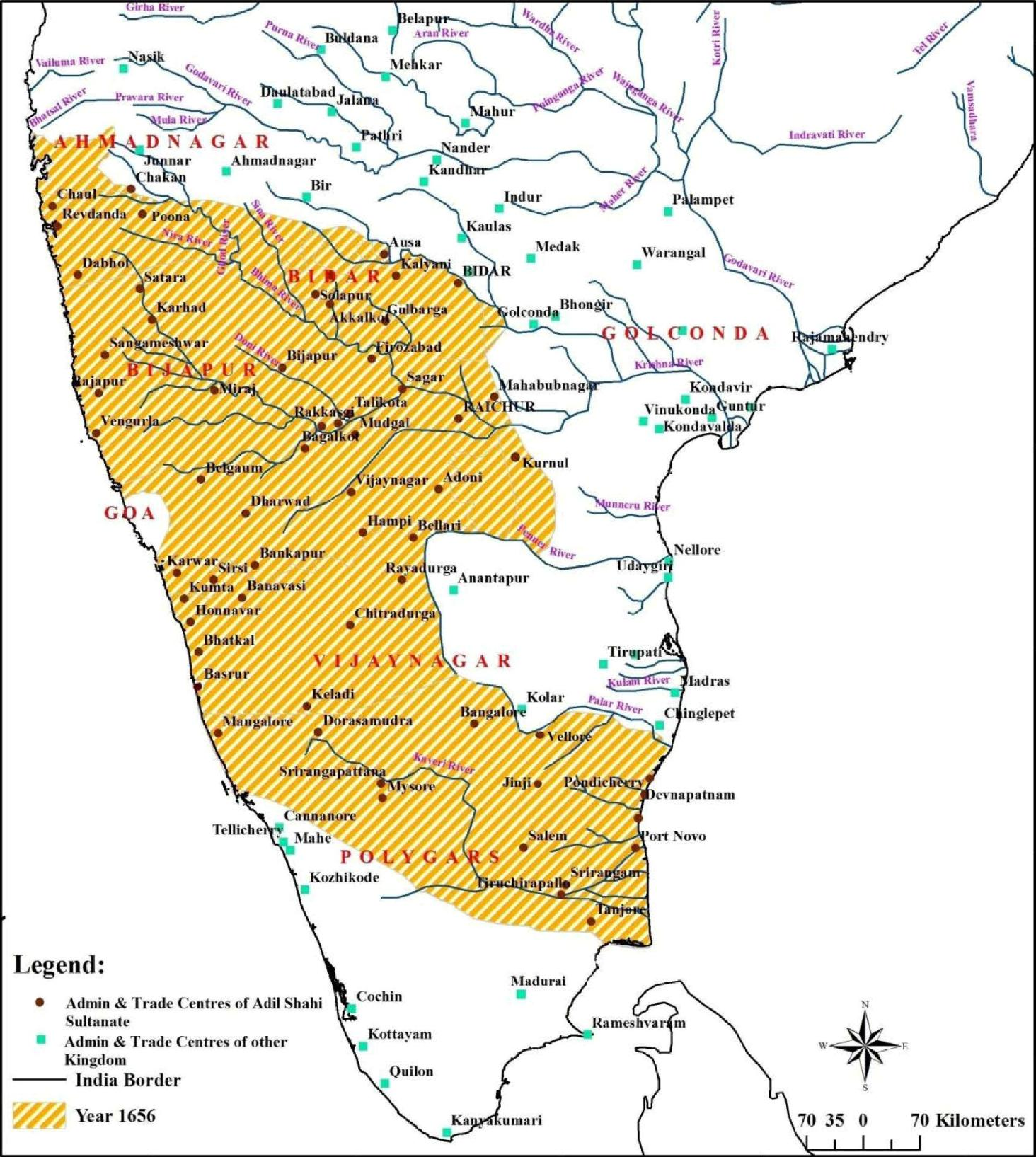
Карта максимального территориального расширения Биджапурского султаната после завоеваний Мухаммеда Адил-шаха с указанием административных и торговых центров. 1656 г.

Экономическому процветанию способствовало и то, что султанат вёл оживлённую торговлю, пошлины от которой составляли важную часть доходов государства. Традиционными торговыми товарами для Биджапура были рис, селитра, красители, соль, лошади, текстиль, перец и другие специи. Лошади были основной статьей импорта, а текстиль и перец были основными статьями экспорта. Торговые операции производили купцы, входившие в гильдии. По-видимому, существовала и система монополий на производство и закупку определённых товаров.
Внутренняя торговля осуществлялась на многочисленных базарах, которые функционировали в деревнях и в городах. В одном только Биджапуре работало не менее десятка базаров, и ещё примерно столько же в его пригородах. Там можно было купить всё, от зерна до алмазов. Купеческие гильдии перегоняли караваны с товаром, а для их ночлега в пути существовала система караван-сараев.
Внешняя торговля осуществлялась преимущественно по морю, в связи с чем потеря порта Гоа вызывала досаду Адил-шахов на протяжении всей истории султаната. Торговые маршруты лежали через порты западного и восточного побережья Индостана, куда товары поступали из внутренних районов страны и из других регионов. Биджапур был связан торговыми путями с портами Средиземного моря, Красного моря, Персидского залива, острова Ява, Молуккских островов, а также с Малабаром, Гуджаратом и Синдом. Через порты западного побережья на экспорт отправлялись текстиль и специи, взамен привозились лошади, которые были важным стратегическим товаром для войск, сырьё для шёлка (его поставляли районы в Иране и Афганистане), металлы, жемчуг, и т. д.
Несмотря на потерю порта Гоа в 1510 году, у Адил-шахов оставалось ещё несколько портов, в том числе Чаул и Дабхол. Напряжённые отношения с португальцами со временем смягчились и к концу XVI века султанат находил с ними разные формы сотрудничества. В период правления Мухаммеда Адил-шаха (1627—1656 гг.) и Али Адил-шаха II (1656—1672), территория султаната расширилась, включив в себя и восточное побережье Индостана с его портами. Это усилило циркуляцию товаров и увеличило сбор товарных пошлин, но продолжалось недолго, так как с 1660-х годов доступ к портам на обоих побережьях стал затруднительным: многие западные порты попали под контроль Шиваджи, а владение восточными портами оспаривалось окрепшей Голкондой, голландцами, англичанами и местными наяками.

## Население и языки
Биджапурский султанат был основан на развалинах государства Бахманидов, которое, в свою очередь, было создано в результате пришествия мусульманских завоевателей на территорию Декана, где до них существовало государство Чалукьев с автохтонным индусским населением. Поскольку мусульман было значительно меньше, чем коренных жителей, они были вынуждены более терпимо относиться к местным традициям, в связи с чем сообщения о разрушениях индуистских храмов довольно редки.
Выходцы из Средней Азии и Персии, составившие большую часть биджапурской элиты, придерживались персидских культурных традиций и использовали персидский язык; это был язык учёных и поэтов. Однако вся деловая и официальная документация султаната велась на языке маратхи. В отличие от персов, арабы и тюрки, уже несколько поколений жившие в Декане, более придерживались местных, индусских традиций. Результатом смешения мусульманских и местных традиций стало появление нового языка, ответвления от языка урду — «дахни-урду», или «деканский урду». С 16 века появились писатели и поэты, сочинявшие на дахни-урду, и даже султан Ибрагим II писал на нём стихи.
Ещё одной группой, игравшей важную роль в государстве, были брахманы. Они были из народа телугу, и с 1535 года занимали административные должности всех уровней. С начала 17 века в их руках находились местные суды, в которых дела разбирались брахманскими советами на языке маратхи.
Кроме коренных индусов, и пришлых арабов, персов и тюрков в султанате сложилась ещё одна этническая общность — хабши. Её составили рабы из Африки, которые приобретались для пополнения биджапурской армии. Среди них были крупные военачальники, а некоторые, как Ихлас Хан, достигали должности премьер-министра.
В биджапурской армии служило также множество представителей народа телугу, которых именовали «наяквари». Однако самой опасной для судьбы султаната оказалась народность маратха, в сложении и возвышении которой Биджапур принял своё участие, дав возможность многим маратхским кланам обогатиться. Представители этого народа были отважными бойцами и служили в биджапурской армии, но, обретя вождя в лице Шиваджи, сыграли решающую роль в ослаблении государства.
В ходе бесконечных войн постоянно менялись границы государства, размеры территории и, соответственно, численность его населения, поэтому точных сведений на эту тему не существует. Дошедшие до нас свидетельства сообщают о 984 000 жителей города Биджапура и его пригородов, и 1600 мечетей, существовавших там во времена правления Ибрагима II. Если эти сведения верны, то в правление Мухаммеда, когда территория государства достигла своего максимума, в султанате, вероятно, жили несколько миллионов человек.

## Религия и праздники

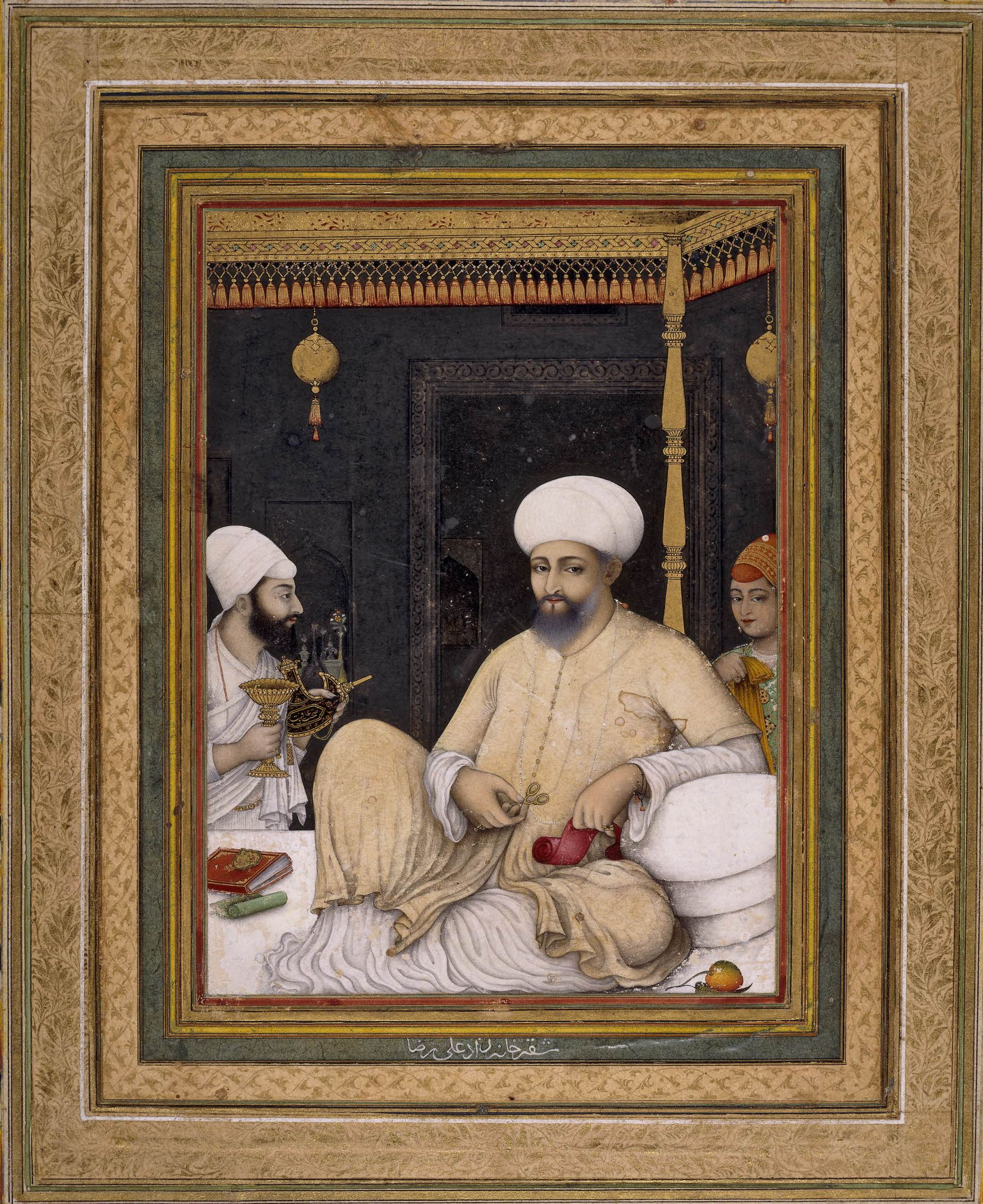
Художник Али Риза. Султан Ибрагим Адил-шах II выказывает почтение к суфию. Биджапур, ок. 1620-30г., Британский музей, Лондон

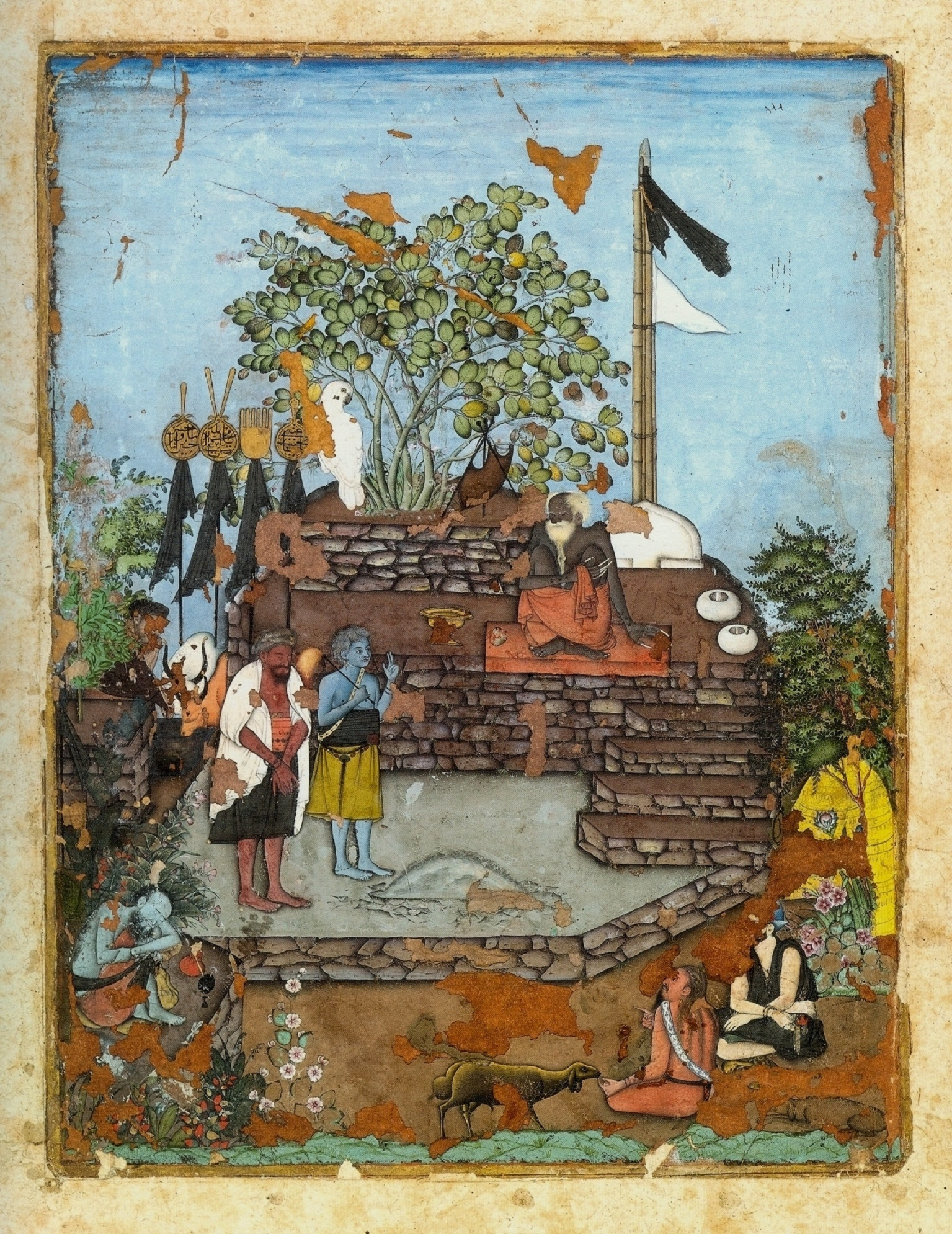
Дервиш принимающий визитёра. Миниатюра, Биджапур, ок 1610-20г., Бодлеянская библиотека, Оксфорд.

В Биджапуре поддерживалось религиозное многообразие. Правящая элита государства состояла в подавляющем большинстве из мусульман, делившихся на шиитов и суннитов. Династия Адил-шахов не стремилась твёрдо держаться одной из исламских сект, поэтому одни султаны были шиитами (Юсуф, Исмаил, Маллу, Али I и Али II), другие суннитами (Ибрагим I, Ибрагим II, Мухаммад и Сикандар). Несмотря на постоянное противостояние суннитов и шиитов, мусульманские праздники, такие как Рамазан или Бакрид, они отмечали вместе.
Автохтонное население султаната придерживалось своих традиционных индусских верований — шиваизма и вишнуизма с его разновидностями. Поскольку султаны Биджапура в целом вполне толерантно относились к верованиям своих подданных, они жертвовали крупные суммы не только мечетям, но и индусским храмам. Сохранились свидетельства, что, например, один из генералов Ибрагима II Шариф Малик пожертвовал в 1618 году средства храму в Гокарне, а сам Ибрагим II даровал земли храму в Чинчваде, неподалёку от Пуны. Столь же щедрые подарки делал индусским храмам султан Мухаммед. В предисловиях государственных указов (ферманов), после слов «Во имя Аллаха всемилостивейшего» иногда шли перечисления индуистских божеств — Ганеши, Кришны, Шивы, Парвати, Сарасвати и других.
Среди немусульманского населения султаната был распространён кришнаитский культ Бхакти. Он распространился там с 12 века, и имел две основные секты: одна, «варкари», была связна с храмом Витхобы, другая с гимнами вишнуитских поэтов — Днянешвара, Намдевы, Экнатха и Тукарама. Население султаната отмечало индусские праздники, многие их которых установились ещё со времён Чалукьев: праздничные ярмарки Джатра (Ятра), Угади, Холи, Дипавали, Дасара и др.
Кроме мусульман и индуистов, в султанате жили приверженцы джайнизма, христиане и иудеи. Христиане и иудеи в основном жили в прибрежных городах (иудеи жили в Гоа ещё до прихода португальцев), в связи с чем они не оказывали практически никакого влияния на общественную жизнь.
Существенную роль в общественной жизни султаната играли суфии, мусульманские святые-мистики. Они начали проникать в Декан во времена Делийского султаната с первыми исламскими переселенцами. Считалось, что святые-суфии обладают духовной властью, которая стоит выше, чем власть губернаторов и султанов. Сайид Мухаммад Хусайни Гесу Дараз (1321—1422), и сегодня остаётся самым популярным суфием, гробница которого ежегодно притягивает тысячи паломников. Такие суфии, как Гесу Дараз, проживавшие в удалении от царских дворцов, имели сложные отношения с правителями, которые, с одной стороны, нуждались в их политической поддержке, а с другой, боялись их большой популярности в народе. Некоторые суфии даже освящали султанские коронации, легитимируя правителя как истинного мусульманина, а его суверенную территорию как истинно мусульманскую.
Иные суфии, в поисках прямых и коротких путей проникновения в божественную реальность, часто братались с йогами или какими-то другими неисламскими мистиками; это приводило к взаимодействию и взаимопроникновению духовных идей. Тема общения между мусульманским и индуистским святым-мистиком неоднократно отражалась в деканских миниатюрах.

## Образование и медицина
Биджапур был довольно крупным центром образования ещё во времена правления династии Чалукьев. Существует мнение, что слово «Биджапур» происходит от «Видьяпур», то есть «город знания». Приход мусульман мало что изменил в этом отношении: при Бахманидах город сохранил свой высокий статус центра наук, его даже называли «южным Бенаресом». Были открыты новые школы при мечетях, а мусульманские учёные преподавали грамматику, риторику, схоластику, принципы права и т. д. В начальных школах (мактаба) обучали арабскому и персидскому языкам.
Поскольку власть плавно перешла об Бахманидов к Адил-шахам, в Биджапуре не было крупных эксцессов, в результате которых пострадала бы учёные и наука. Все биджапурские султаны покровительствовали учёным. Более того, многие из них увлекались разными науками и не расставались с книгами. При султанском дворце Асар Махал, например, было два медресе, в одном из которых изучали хадисы, в другом теологию и веру. Образование и учебники там были бесплатными, студентам предоставлялось питание и небольшая стипендия. Студенты с отличием сдавшие экзамены получали высокие и почётные должности. Как результат султанского покровительства наукам возникло множество сочинений на арабском, персидском, а позднее на дахни-урду. Но создавалась литература и на санкскрите, маратхи и каннада.
В Биджапуре существовала медицинская наука и больницы (даруш-шафа). Врачи султаната использовали самые разные источники медицинских знаний: Аюрведу, Унани, медицинские достижения Персии и Европы. У Ибрагима II, например, врачами работали европеец Фарналоп Фаранги и гилянец Хаким Гилани. Ценный трактат по медицине составил Айтиппа, врач, практиковавший традиции Аюрведы. В нём собраны советы по обследованию пациентов, симптомам и лечению заболеваний, а также краткий словарь с обозначением частей тела и лечебных растений. Практикующим врачом был и крупный историк Феришта, благодаря которому сегодня известны многие подробности истории Биджапура. Знавший санскрит, и тщательно изучивший Аюрведу, он составил обширную книгу о болезнях, лекарствах, анатомии и физиологии. Медицинские трактаты писали и другие учёные-медики Биджапура, поскольку султаны поощряли их деятельность, выдавая на это гранты.

## Культура и искусство

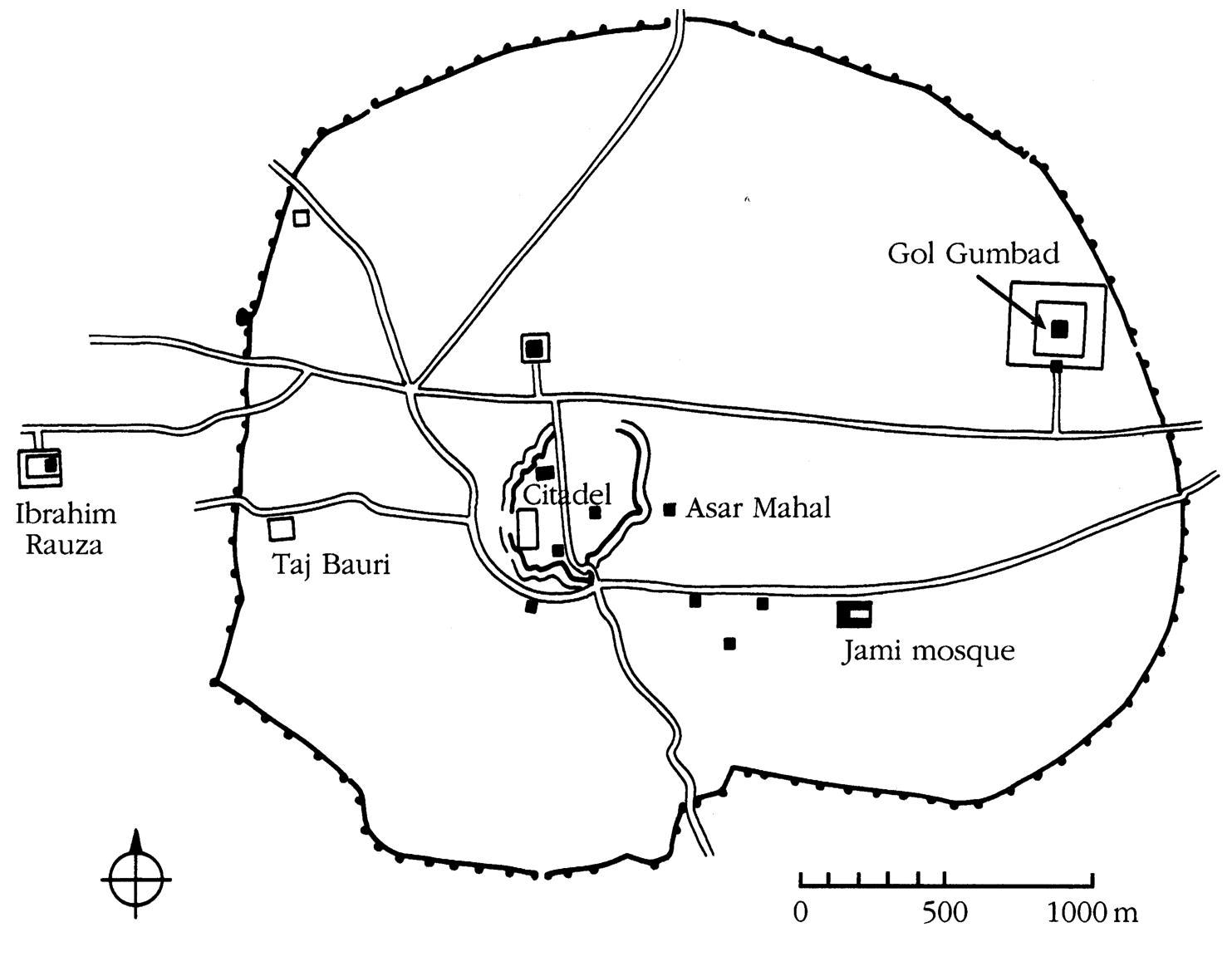
Схематическая карта Биджапура.

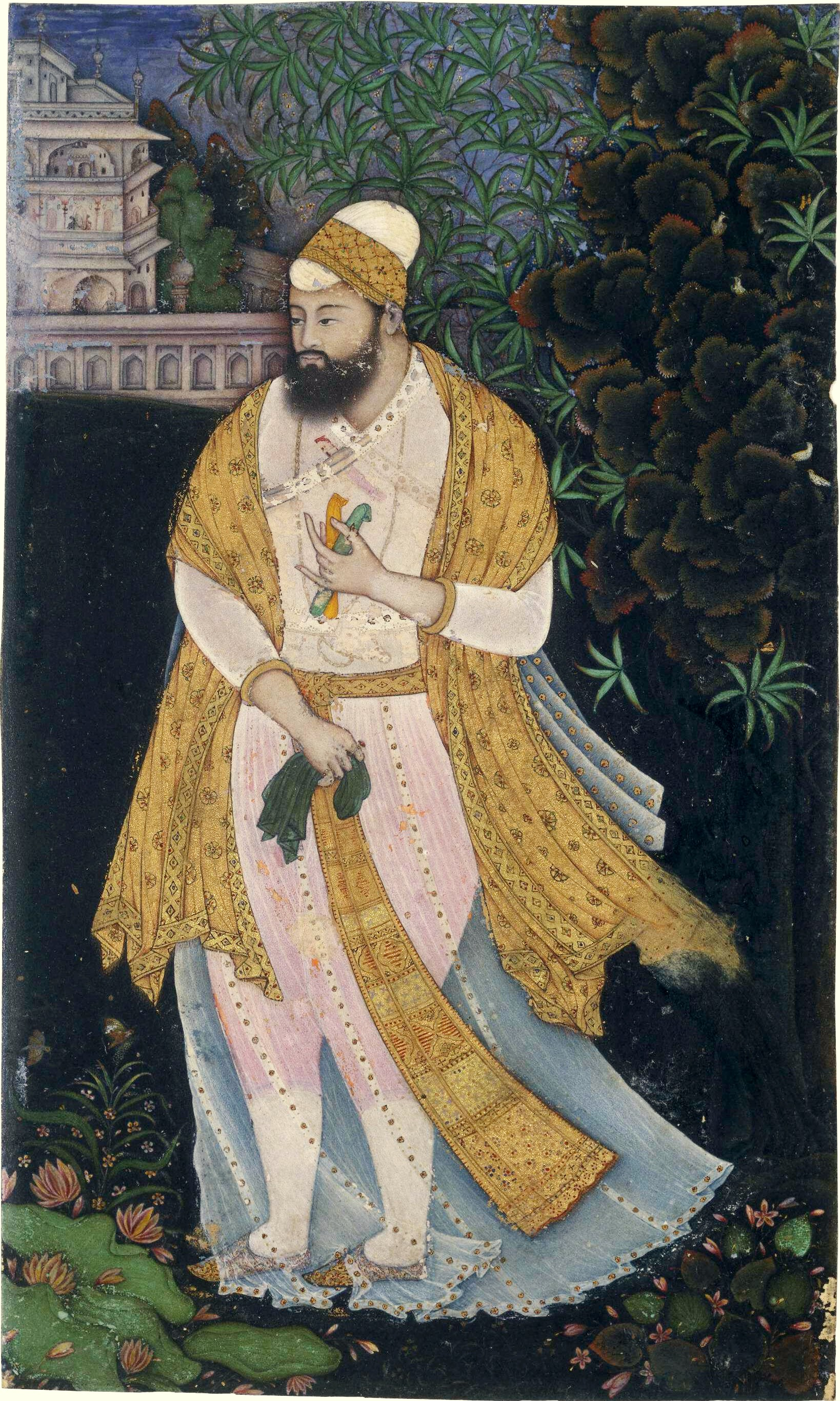
Ибрагим Адил-шах II с кастаньетами, миниатюра, Биджапур, ок. 1610-20, Британский музей, Лондон.

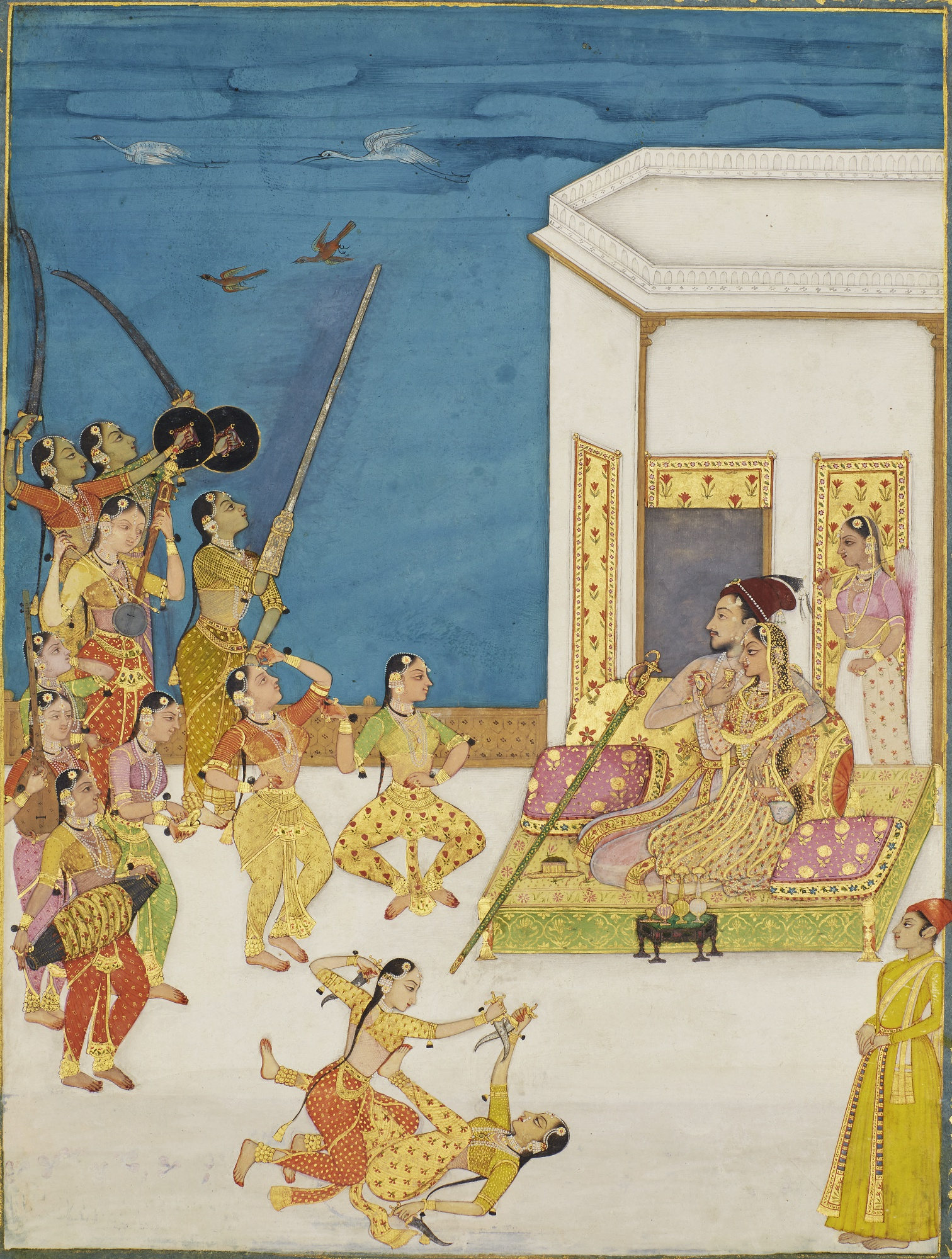
Мухаммед Адил-шах смотрит представление. Миниатюра, 2я пол. 17 века, Аукцион Сотбис. Миниатюра, вероятно, является копией изготовленной в Кишангархе с биджапурского оригинала.

В культурном отношении Биджапур представлял собой полиэтнический котёл, в котором смешивались самые разные национальные традиции: чалукьев, тимуридов, афаки, дахни, маратхов, хабши, наяквари, брахманов и европейцев. Традиции всех этих культур и народностей оказывали влияние на придворную культуру и искусство.
Столице султаната была присуща разнообразная архитектура. Для защиты от нападений город Биджапур был обнесен крепостной стеной высотой 9 метров и толщиной от 9 до 10 метров, в центре города находилась цитадель, защищенная двумя рядами стен. Другим инженерно-архитектурным достижением была система городского водоснабжения. В Биджапуре были построены подземные трубы, через которые вода из внешних источников и резервуаров попадала в открытые городские цистерны, а оттуда распределялась по всему городу. Поступление воды регулировалось высокими каменными водонапорными башнями, установленными вдоль водопроводной сети. Эта же вода поступала в декоративные бассейны и фонтаны, построенные в городских садах и парках.
Кроме фортификационных и гидротехнических сооружений, обеспечивающих безопасность, в городе располагались дворцы, мечети, гробницы, сотни суфийских шрайнов, а также богато украшенные духовные центры, которые именовались «дарга» и «ханка».
Типичные архитектурные сооружения Адил-шахов — это трёхчастные строения с куполами, украшенные лепниной и резьбой по камню. Важнейшие памятники архитектуры: Пятничная Мечеть (Джами Масджид), начатая в 1576 при Али I и содержащая великолепный михраб, созданный в 1636 г. Мечеть Анда (Анда — яйцо, так прозвали мечеть из-за формы её купола) и мечеть Михтар (Михтар-и-масджид) построенные в начале 1600х при Ибрагиме II. К этому же периоду относятся две превосходные гробницы — царицы Тадж Султан и гробница с молельным домом её супруга Ибрагима II, комплекс, известный как Ибрагим Роуза. Султан Мухаммед Адил-шах выстроил для себя самую знаменитую биджапурскую гробницу — Гол Гумбаз («Круглый купол», 1656 г.), с грандиозным куполом диаметром 44 метра. Он же в 1647 году построил дворец Асар Махал, явно в подражание персидскому дворцу Чихиль Сутун в Исфанхане завершенному в 1646 году. Дворец был украшен росписями. Последним крупным архитектурным проектом была гробница Али II, но она осталась недостроенной.

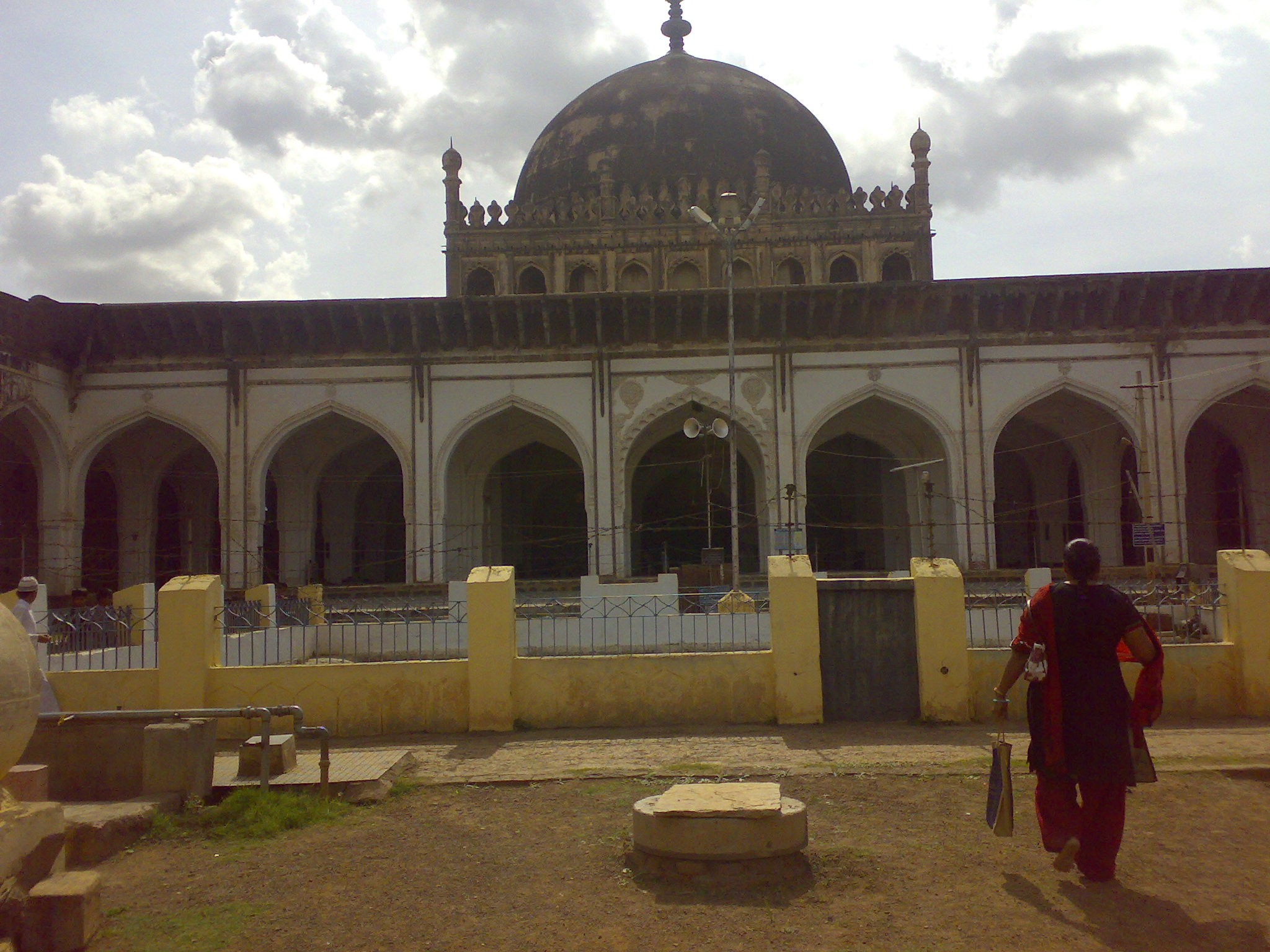
Биджапур, Мечеть Джами Масджид.
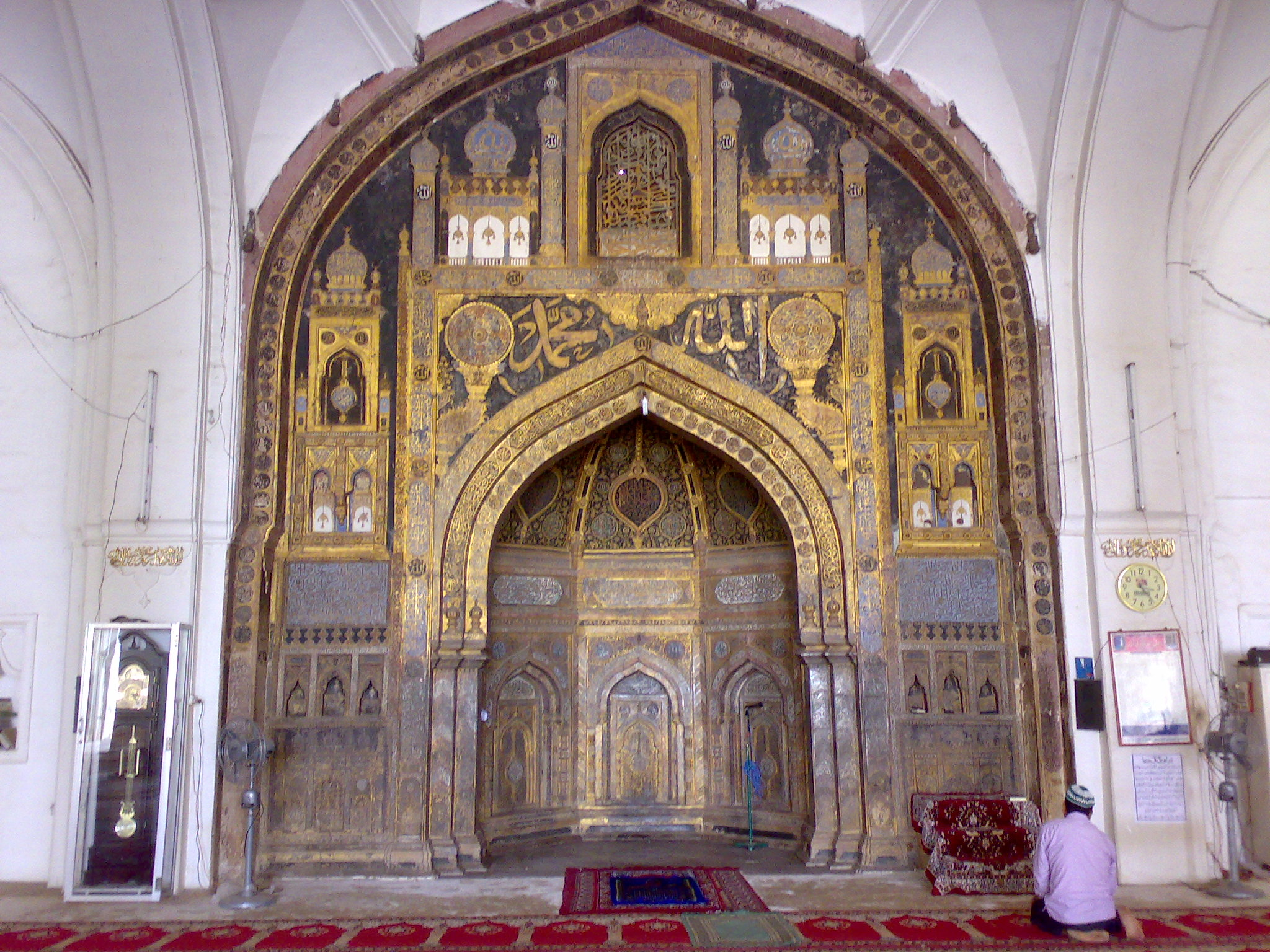
Михраб мечети Джами Масджид
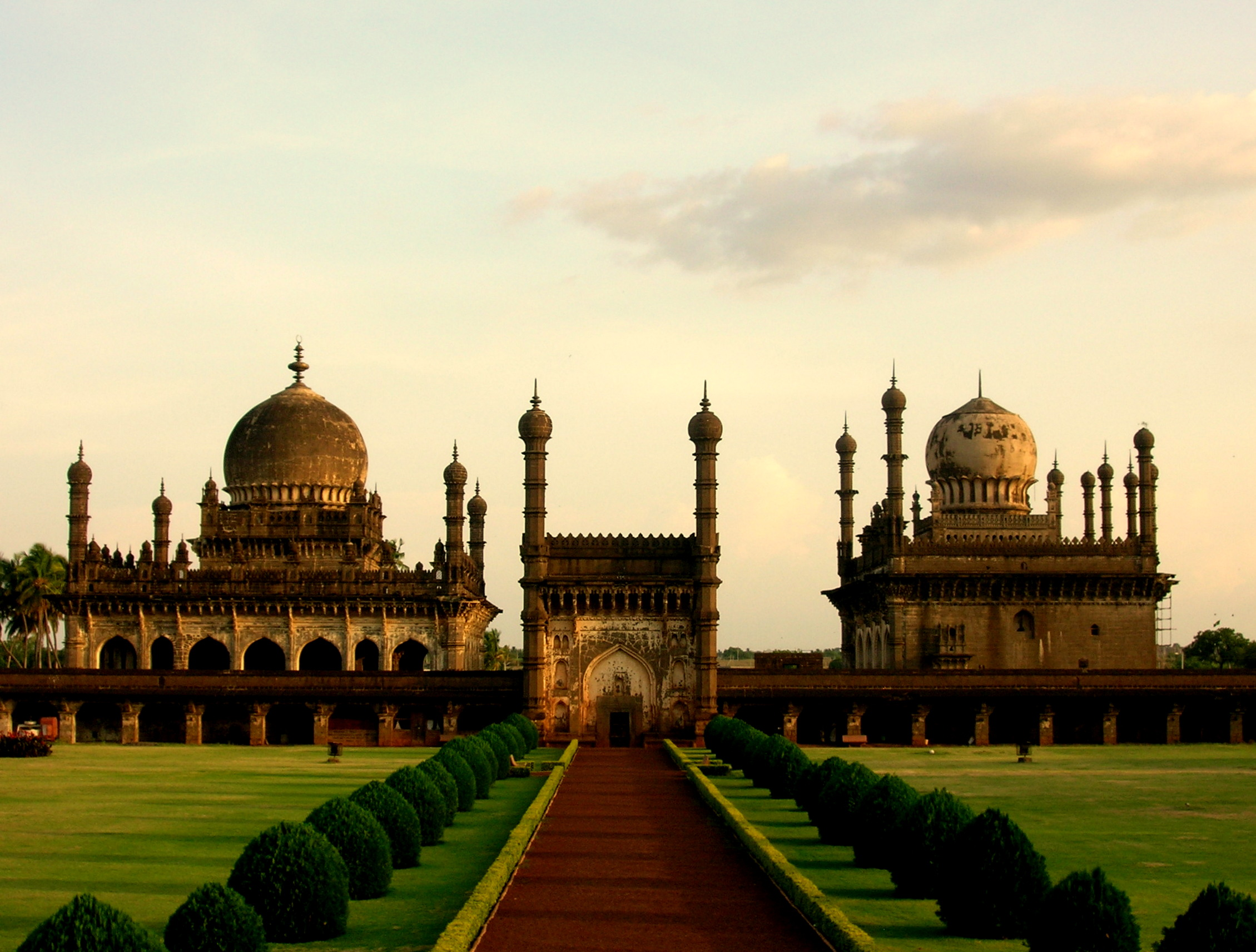
Погребальный комплекс Ибрагим Роуза
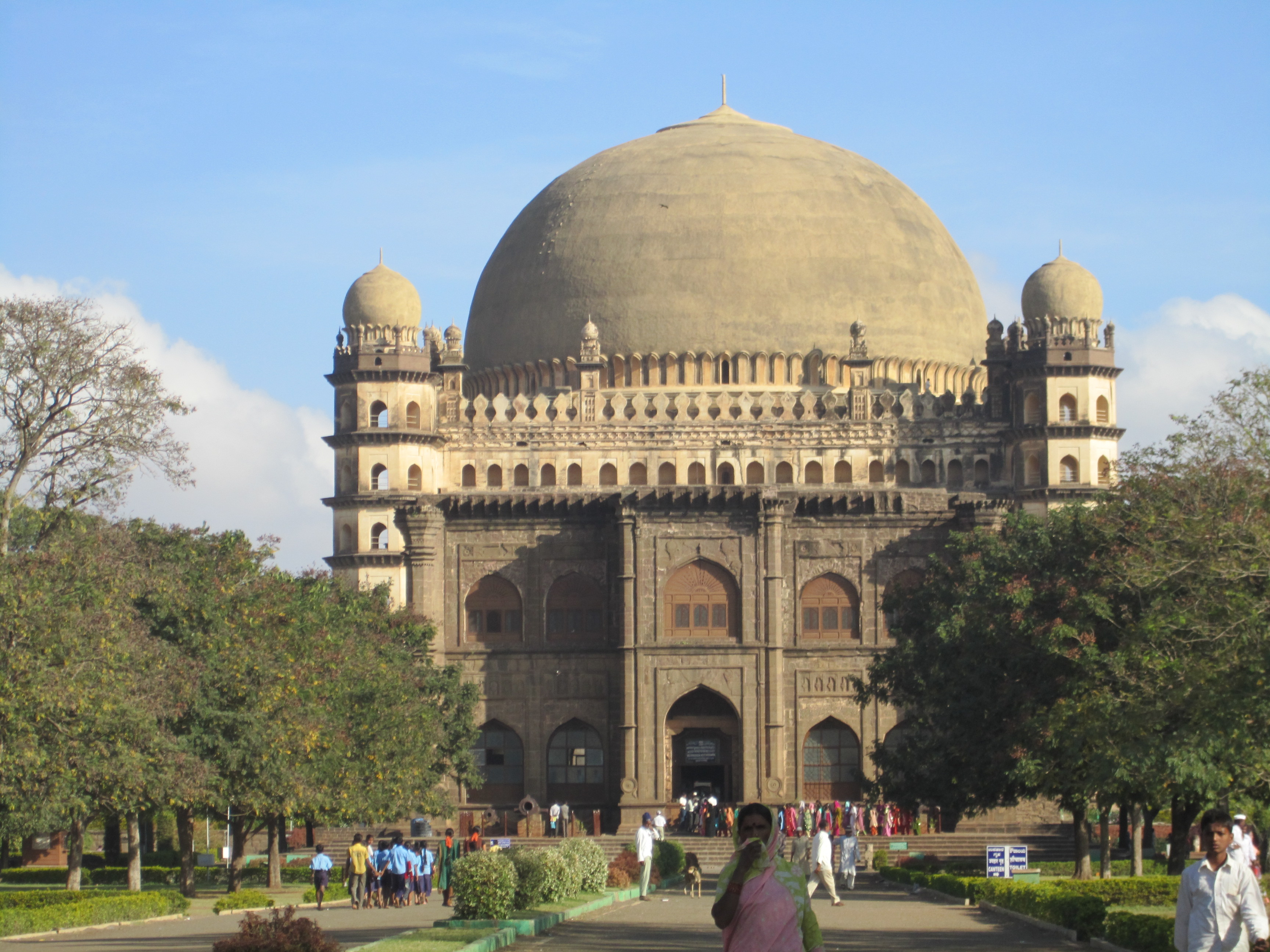
Гол Гумбаз
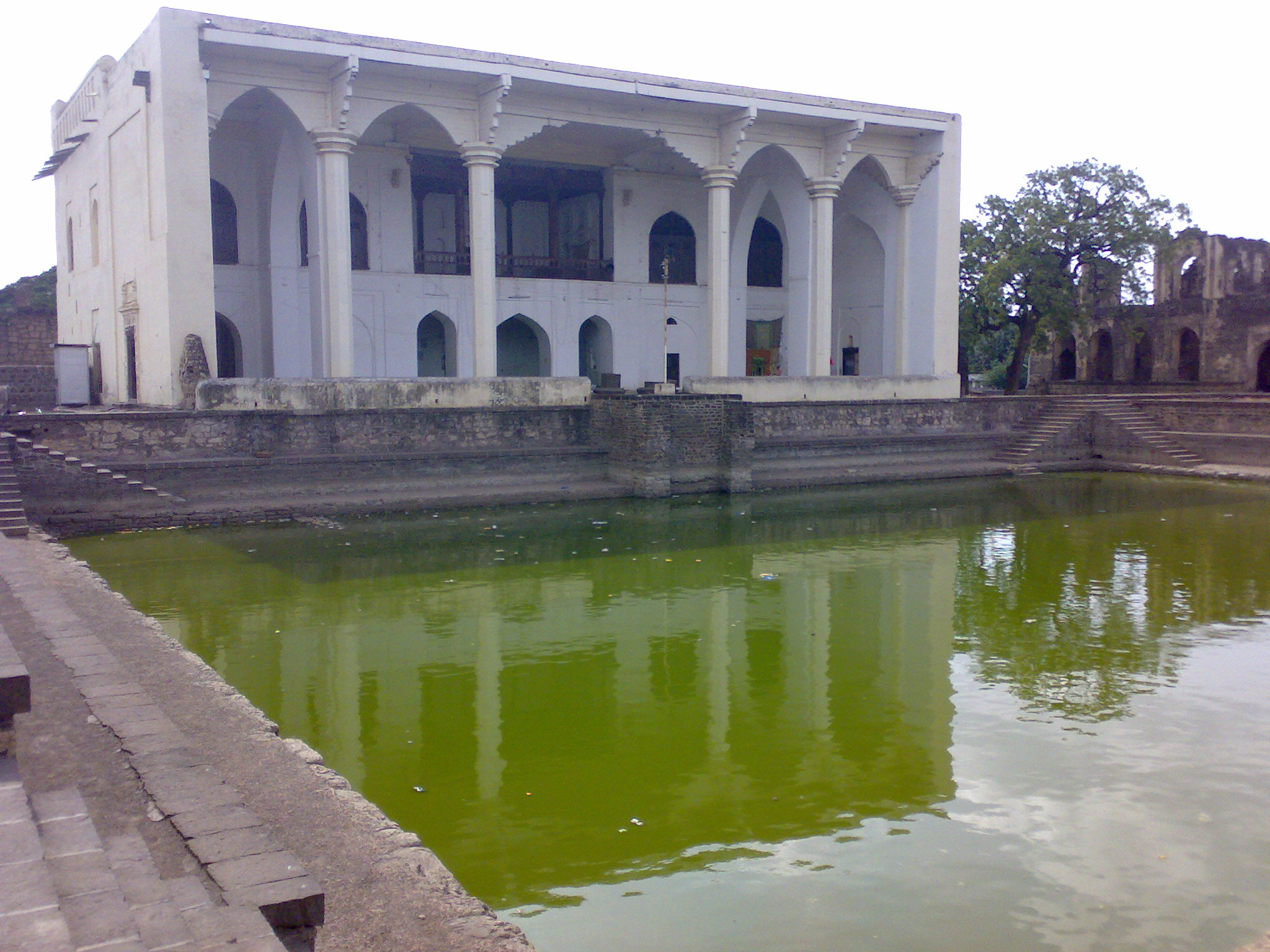
Дворец Асар Махал.
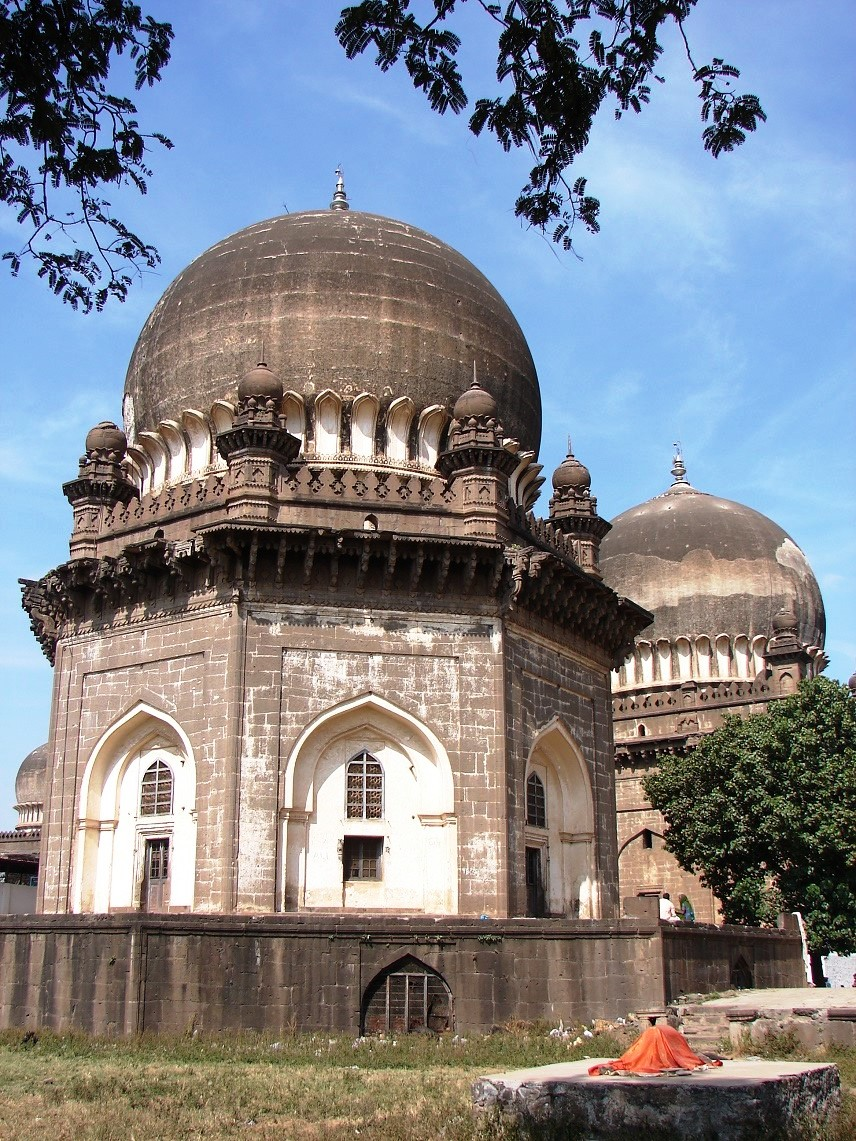
Гробница Джод Гумбаз, построенная в 1687г. Афзал Ханом для своих жён.

Живопись Биджапура сохранилась только в виде книжных миниатюр, и миниатюр на отдельных листах. Самые ранние образцы относятся ко времени Али Адил-шаха I. Это миниатюры двух манускриптов: книги об астрологии и магии — «Нуджум аль-Улум» (ок. 1570 г., Библиотека Честер Битти, Дублин), и руководства по музыке и танцам «Джавахир аль-музикат-и-Мухаммади» (Британская библиотека, Лондон). В первом случае миниатюры имеют сходство с живописью Ахмаднагара, во втором — с простонародной деканской живописью.
Настоящий расцвет биджапурской миниатюры начинается во время правления Ибрагима II. В его придворной китабхане работали великолепные мастера, сумевшие соединить разнородные художественные элементы в таинственный сплав, отдающий эстетством, мистикой и меланхолией. При нём началось усиление влияния могольской живописи, которое продолжилось при его преемнике Мухаммеде, и воплотилось в более документальном, нежели идеализированном, портрете, а также в более натуралистическом изображении природы. Ведущим художником биджапурской мастерской был Фаррух Бек, который впоследствии работал в императорской китабхане моголов. При дворе Адил-шахов одно время работал даже голландский художник Корнелис Клас Хеда, но ни одно его произведение не сохранилось.

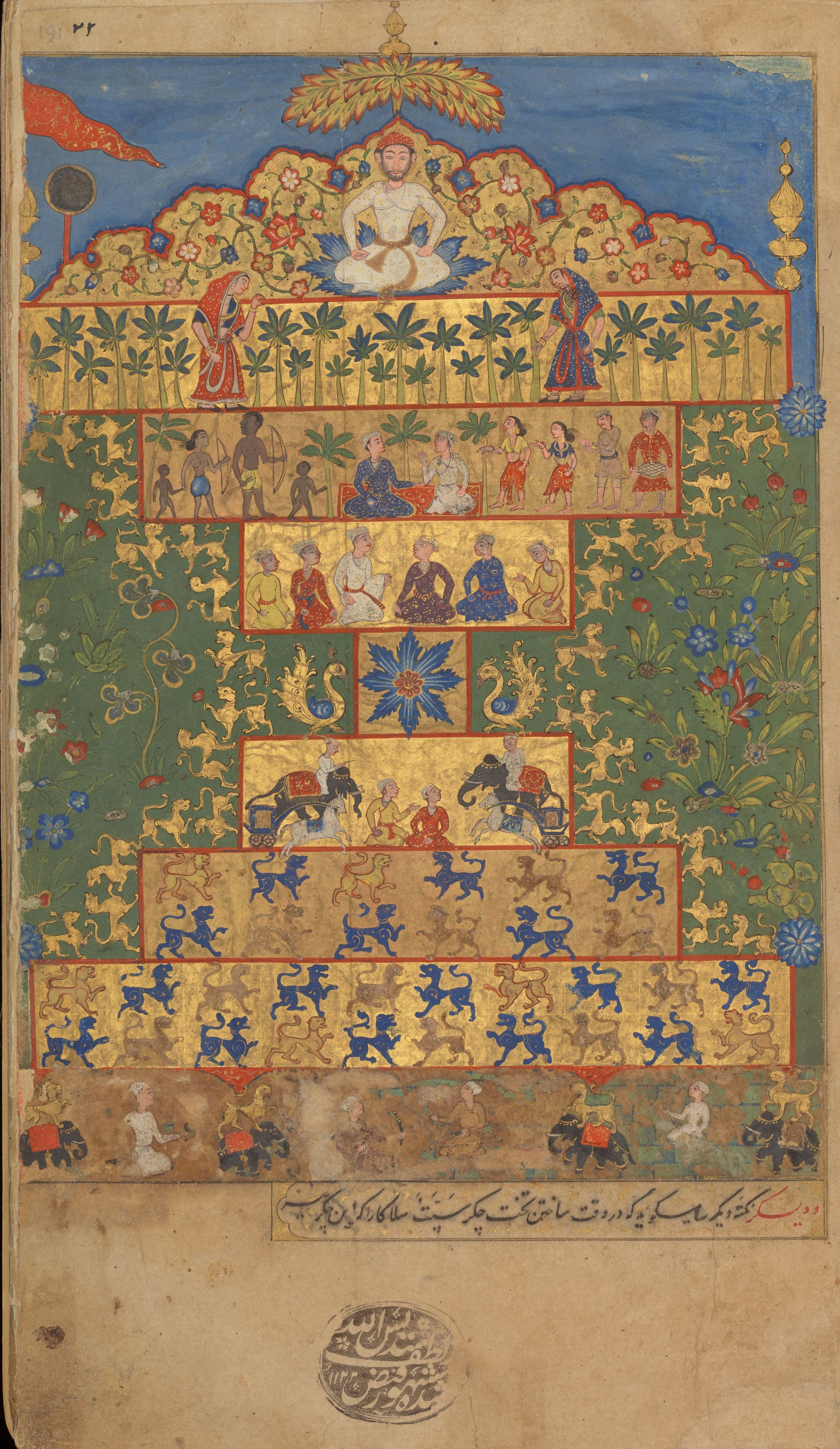
Правитель на семиступенчатом троне.  Манускрипт Нуджум аль-Улум. Биджапур, 1570, Библиотека Честер Битти, Дублин
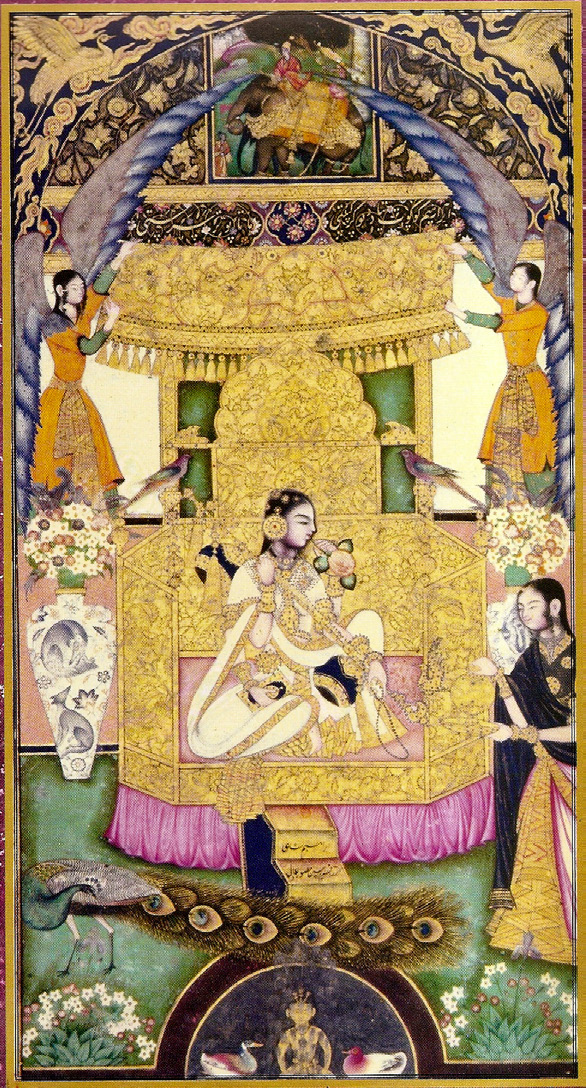
Фаррух Бек. Сарасвати на троне, миниатюра, Биджапур, ок 1604г. Частное собрание.
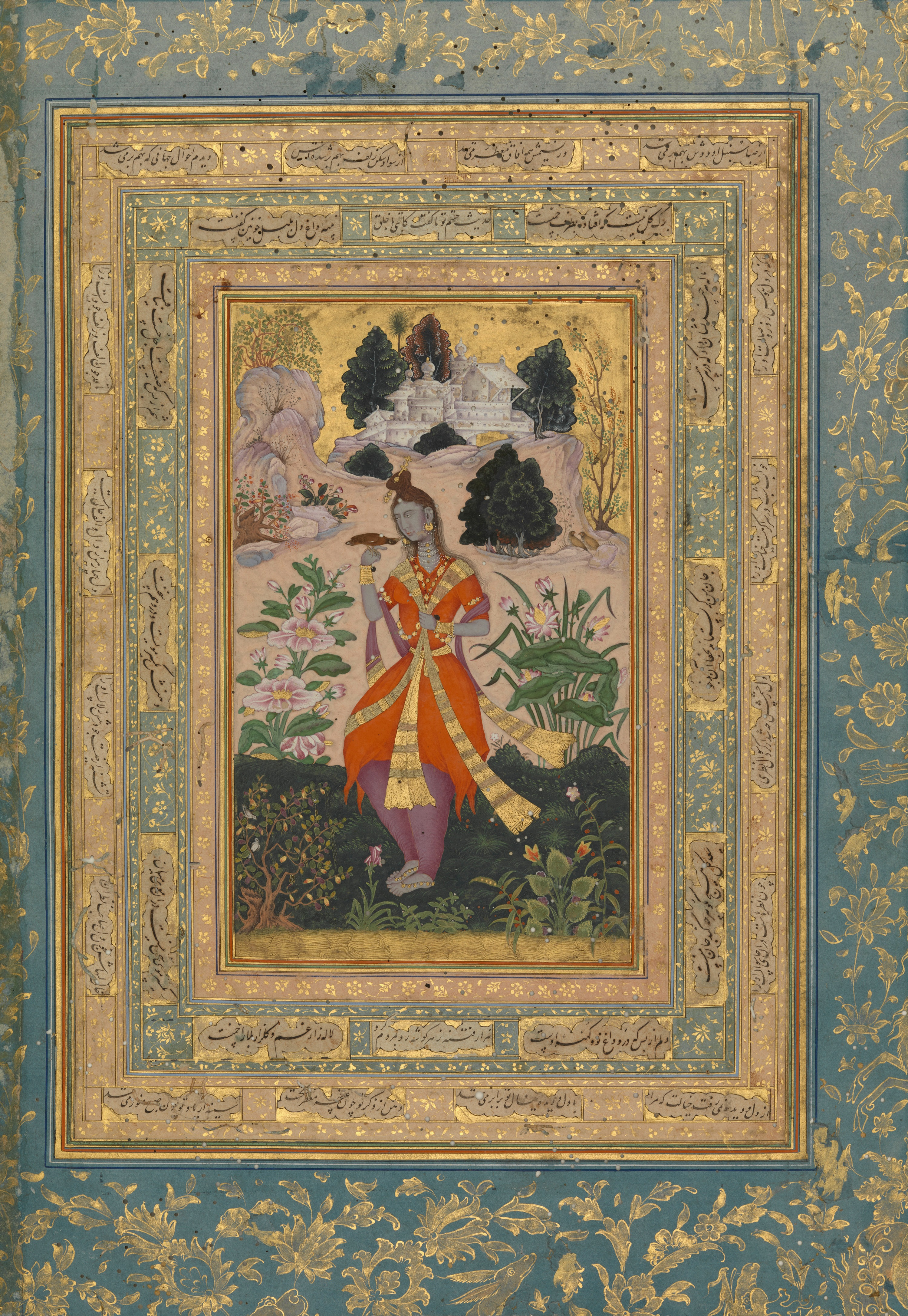
Йогиня с майной на руке. Биджапур, нач. 17в. Библиотека Честер Битти, Дублин
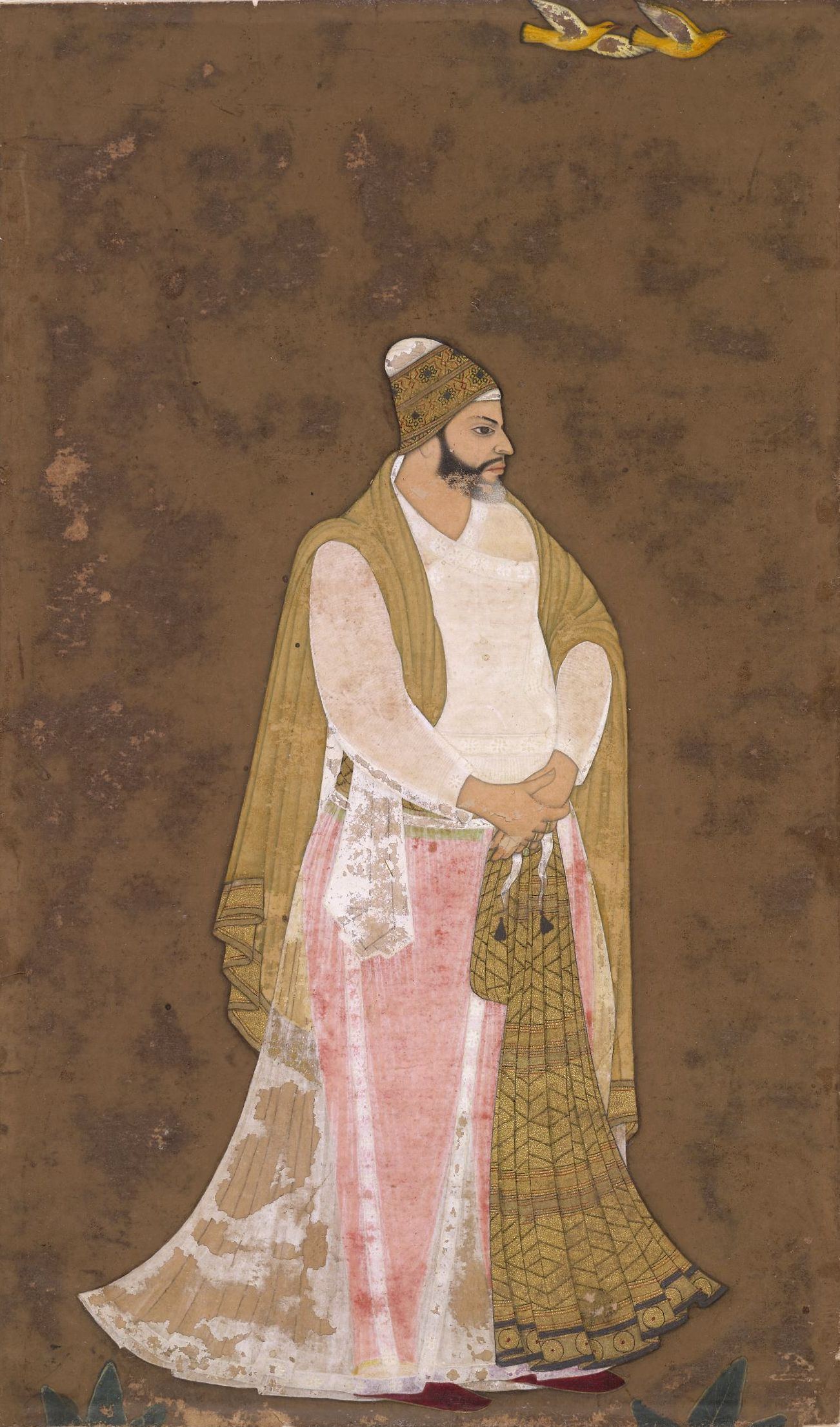
Вельможа. Биджапур, ок. 1620г. Британский музей, Лондон
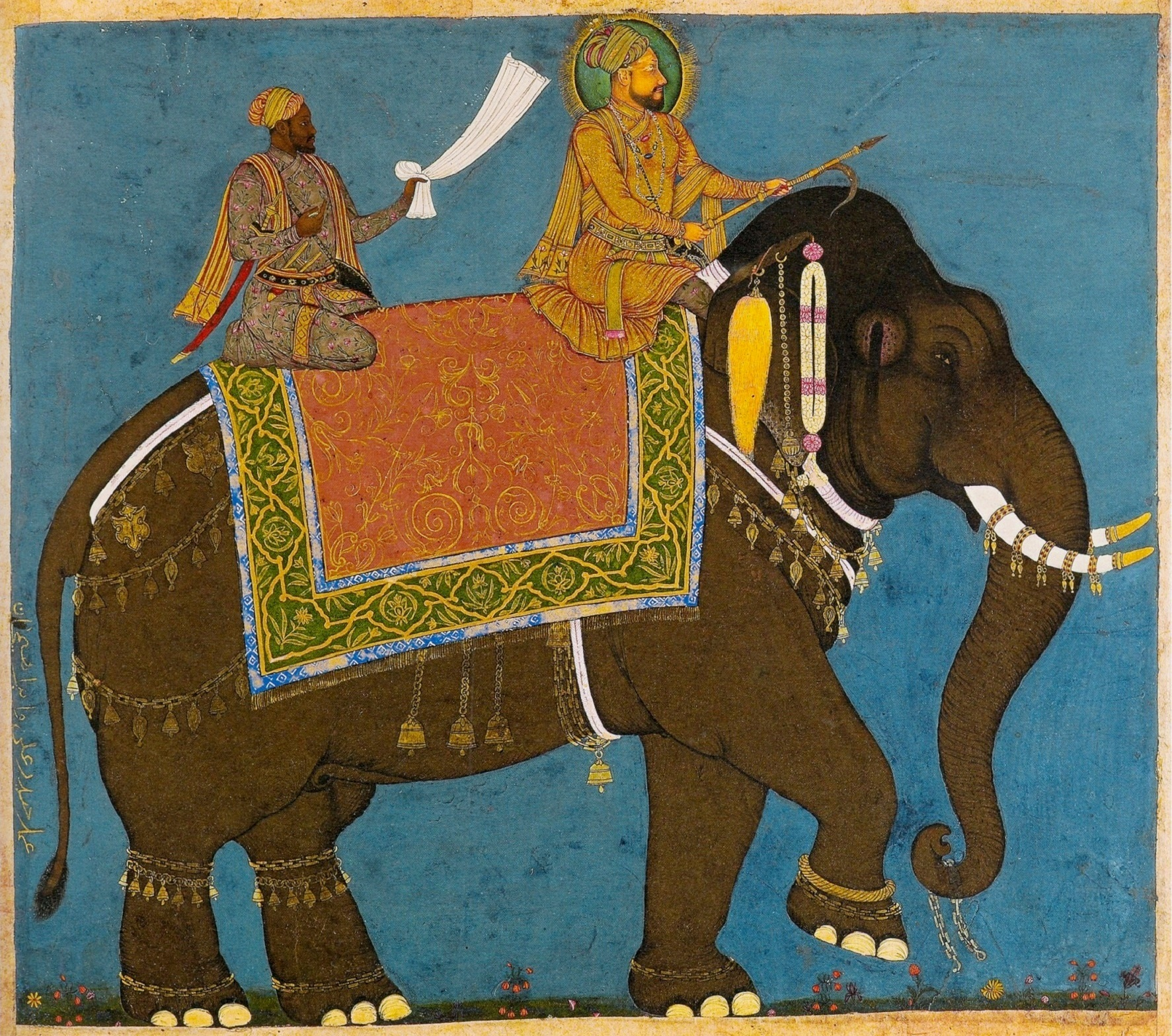
Художники Хайдар Али и Ибрагим Хан. Султан Мухаммед Адил-шах и его визирь Ихлас Хан верхом на слоне. Биджапур, ок. 1645г., Музей Ашмолеан
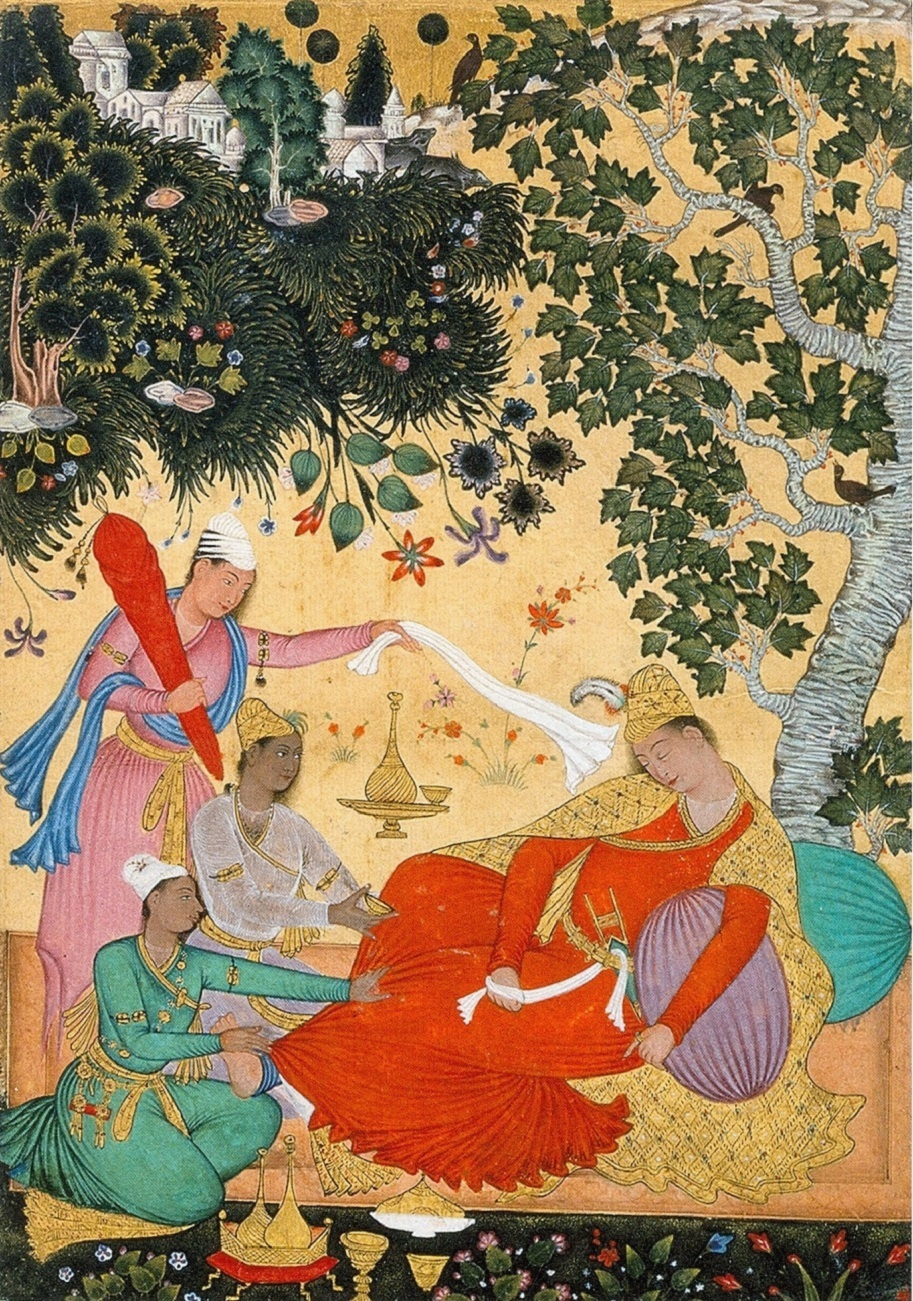
Сиеста. Биджапур, нач. 17в., Музей исламского искусства, Берлин.

В 1636 году Адил-шахи вместе с моголами захватили и поделили султанат Ахмаднагар. Это привело к более тесным отношениям с моголами, что сказалось на всей материальной культуре Биджапура: вместо длинной деканской джамы, биджапурцы стали носить более короткий могольский халат, подвязанный под одной рукой, и обзаводиться могольского образца кинжалом, известным как «катар». Правда, они по-прежнему продолжали носить свой высокий тюрбан, украшенный красивой широкой лентой (патта).
В Биджапуре с успехом развивалась музыкальная и танцевальная культура, свидетельством чему служат не только сохранившиеся манускрипты с сочинениями на эти темы. Ибрагим II , например, сам был замечательным музыкантом, и на разных миниатюрах изображался, то с тамбуром, то с ситаром, то с кастаньетами. Музыканты придворного оркестра «Лашкар-э Наурас» получали из казны регулярное жалование, а в новом, основанном Ибрагимом II, городе Наураспуре были построены жилые дома для певцов, музыкантов и танцовщиц. При биджапурском дворе часто устраивались музыкальные представления и концерты.